# Китай на летних Олимпийских играх 2016

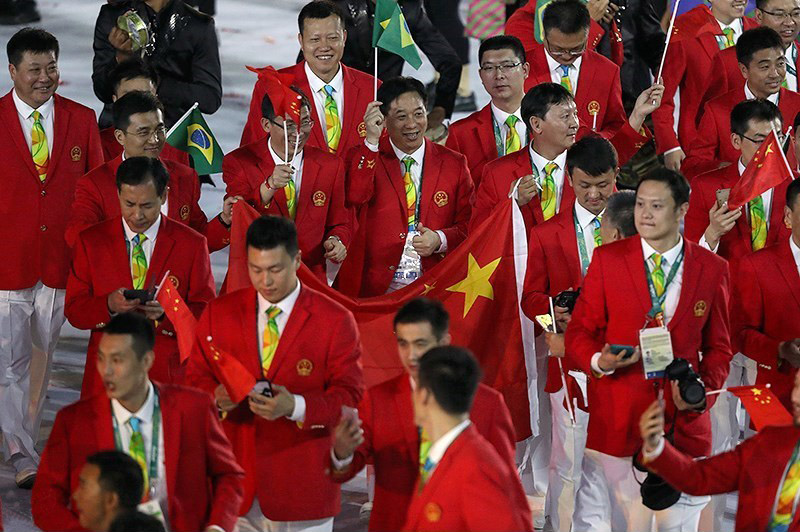
Китайская делегация на церемонии открытия игр в Рио-де-Жанейро

Китайская Народная Республика на летних Олимпийских играх 2016 года была представлена 412 спортсменами в 26 видах спорта. Олимпийские лицензии китайские спортсмены не смогли завоевать лишь в гандболе и регби-7. Знаменосцем сборной Китая на церемонии открытия Игр стал олимпийский чемпион 2012 года в фехтовании Лэй Шэн, а на церемонии закрытия — игрок в настольный теннис Дин Нин, которая стала чемпионкой Игр, как в одиночном, так и в командном разряде. По итогам соревнований на счету китайских спортсменов было 26 золотых, 18 серебряных и 26 бронзовых медалей, что позволило сборной Китая занять 3-е место в неофициальном медальном зачёте.

## Медали
| Золото  | |                                                               |            |
| №       | Спортсмены | Вид спорта (дисциплина)                                       | Дата       |
| 1       | У Минься Ши Тинмао | Прыжки в воду (синхронный трамплин, 3 метра, женщины)         | 7 августа  |
| 2       | Чжан Мэнсюэ | Стрельба (пневматический пистолет, 10 метров, женщины)        | 7 августа  |
| 3       | Лун Цинцюань | Тяжёлая атлетика (до 56 кг, мужчины)                          | 7 августа  |
| 4       | Сунь Ян | Плавание (200 метров вольным стилем, мужчины)                 | 8 августа  |
| 5       | Линь Юэ Чэнь Айсэнь | Прыжки в воду (синхронная вышка, 10 метров, мужчины)          | 8 августа  |
| 6       | Чэнь Жолинь Лю Хуэйся | Прыжки в воду (синхронная вышка, 10 метров, женщины)          | 9 августа  |
| 7       | Ши Чжиюн | Тяжёлая атлетика (до 69 кг, мужчины)                          | 9 августа  |
| 8       | Дэн Вэй | Тяжёлая атлетика (до 63 кг, женщины)                          | 9 августа  |
| 9       | Дин Нин | Настольный теннис (одиночный разряд, женщины)                 | 10 августа |
| 10      | Сян Яньмэй | Тяжёлая атлетика (до 69 кг, женщины)                          | 10 августа |
| 11      | Ма Лун | Настольный теннис (одиночный разряд, мужчины)                 | 11 августа |
| 12      | Гун Цзиньцзе Чжун Тяньши | Велоспорт (командный спринт, женщины)                         | 12 августа |
| 13      | Ван Чжэнь | Лёгкая атлетика (спортивная ходьба на 20 километров, мужчины) | 12 августа |
| 14      | Ши Тинмао | Прыжки в воду (трамплин, 3 метра, женщины)                    | 14 августа |
| 15      | Мэн Супин | Тяжёлая атлетика (свыше 75 кг, женщины)                       | 14 августа |
| 16      | Ли Сяося Дин Нин Лю Шивэнь | Настольный теннис (командный разряд, женщины)                 | 16 августа |
| 17      | Цао Юань | Прыжки в воду (трамплин, 3 метра, мужчины)                    | 16 августа |
| 18      | Ма Лун Чжан Цзикэ Сюй Синь | Настольный теннис (командный разряд, мужчины)                 | 17 августа |
| 19      | Чжао Шуай | Тхэквондо (до 58 кг, мужчины)                                 | 17 августа |
| 20      | Жэнь Цянь | Прыжки в воду (вышка, 10 метров, женщины)                     | 18 августа |
| 21      | Фу Хайфэн Чжан Нань | Бадминтон (парный разряд, мужчины)                            | 19 августа |
| 22      | Лю Хун | Лёгкая атлетика (спортивная ходьба на 20 километров, женщины) | 19 августа |
| 23      | Чэнь Лун | Бадминтон (одиночный разряд, мужчины)                         | 20 августа |
| 24      | Женская сборная по волейболу Вэй Цююэ Гун Сянъюй Дин Ся Линь Ли Лю Сяотун Сюй Юньли Хуэй Жоци Чжан Чаннин Чжу Тин Юань Синьюэ Ян Фансюй Янь Ни | Волейбол (женщины)                                            | 20 августа |
| 25      | Чэнь Айсэнь | Прыжки в воду (вышка, 10 метров, мужчины)                     | 20 августа |
| 26      | Чжэнь Шуин | Тхэквондо (свыше 67 кг, женщины)                              | 20 августа |
| Серебро | |                                                               |            |
| №       | Спортсмены | Вид спорта (дисциплина)                                       | Дата       |
| 1       | Сунь Ян | Плавание (400 метров вольным стилем, мужчины)                 | 6 августа  |
| 2       | Ду Ли | Стрельба (пневматическая винтовка, 10 метров, женщины)        | 6 августа  |
| 3       | Сюй Цзяюй | Плавание (100 метров на спине, мужчины)                       | 8 августа  |
| 4       | Ли Сяося | Настольный теннис (одиночный разряд, женщины)                 | 10 августа |
| 5       | Люй Сяоцзюнь | Тяжёлая атлетика (до 77 кг, мужчины)                          | 10 августа |
| 6       | Чжан Цзикэ | Настольный теннис (одиночный разряд, мужчины)                 | 11 августа |
| 7       | Чжан Биньбинь | Стрельба (винтовка из трёх положений, 50 метров, женщины)     | 11 августа |
| 8       | Сюй Аньци Сунь Ивэнь Сунь Юйцзе Хао Цзялу | Фехтование (командная шпага, женщины)                         | 11 августа |
| 9       | Цай Цзэлинь | Лёгкая атлетика (спортивная ходьба на 20 километров, мужчины) | 12 августа |
| 10      | Тянь Тао | Тяжёлая атлетика (до 85 кг, мужчины)                          | 12 августа |
| 11      | Дун Дун | Прыжки на батуте (мужчины)                                    | 13 августа |
| 12      | Чэнь Пэйна | Парусный спорт (RS:X, женщины)                                | 14 августа |
| 13      | Хэ Цзы | Прыжки в воду (трамплин, 3 метра, женщины)                    | 14 августа |
| 14      | Чжан Вэньсю | Лёгкая атлетика (метание молота, женщины)                     | 15 августа |
| 15      | Хуан Сюэчэнь Сунь Вэньянь | Синхронное плавание (дуэты, женщины)                          | 16 августа |
| 16      | Сы Яцзе | Прыжки в воду (вышка, 10 метров, женщины)                     | 18 августа |
| 17      | Инь Цзюньхуа | Бокс (до 60 кг, женщины)                                      | 19 августа |
| 18      | Гу Сяо Гуо Ли Инь Чэнсинь Ли Сяолу Лян Синьпин Сунь Вэньянь Тан Мэнни Хуан Сюэчэнь Цзэн Чжэн                                                   | Синхронное плавание (группы, женщины)                         | 19 августа |
| Бронза  | |                                                               |            |
| №       | Спортсмены | Вид спорта (дисциплина)                                       | Дата       |
| 1       | Пан Вэй | Стрельба (пневматический пистолет, 10 метров, мужчины)        | 6 августа  |
| 2       | И Сылин | Стрельба (пневматическая винтовка, 10 метров, женщины)        | 6 августа  |
| 3       | Сунь Ивэнь | Фехтование (индивидуальная шпага, женщины)                    | 6 августа  |
| 4       | Фу Юаньхуэй | Плавание (100 метров на спине, женщины)                       | 8 августа  |
| 5       | Дэн Шуди Линь Чаопань Лю Ян Чжан Чэнлун Ю Хао                                                                                                  | Спортивная гимнастика (командное многоборье, мужчины)         | 8 августа  |
| 6       | Ван Янь Мао И Тань Цзясинь Фань Илинь Шан Чуньсун                                                                                              | Спортивная гимнастика (командное многоборье, женщины)         | 9 августа  |
| 7       | Чэн Сюньчжао | Дзюдо (до 90 кг, мужчины)                                     | 10 августа |
| 8       | Цао Юань Цинь Кай | Прыжки в воду (синхронный трамплин, 3 метра, мужчины)         | 10 августа |
| 9       | Ван Шунь | Плавание (200 метров комплексным плаванием, мужчины)          | 11 августа |
| 10      | Ши Цзинлинь | Плавание (200 метров брассом, женщины)                        | 11 августа |
| 11      | Ду Ли | Стрельба (винтовка из трёх положений, 50 метров, женщины)     | 11 августа |
| 12      | Хуан Вэньи Пань Фэйхун | Академическая гребля (двойки парные, лёгкий вес, женщины)     | 12 августа |
| 13      | Ли Дань | Прыжки на батуте (женщины)                                    | 12 августа |
| 14      | Юй Сун | Дзюдо (свыше 78 кг, женщины)                                  | 12 августа |
| 15      | Дуань Цзинли | Академическая гребля (одиночки, женщины)                      | 13 августа |
| 16      | Гао Лэй | Прыжки на батуте (мужчины)                                    | 13 августа |
| 17      | Ли Юэхун | Стрельба (скорострельный пистолет, 25 метров, мужчины)        | 13 августа |
| 18      | Чжан Нань Чжао Юньлэй | Бадминтон (микст)                                             | 16 августа |
| 19      | Дун Бинь | Лёгкая атлетика (тройной прыжок, мужчины)                     | 16 августа |
| 20      | Сунь Янань | Борьба (вольная, до 48 кг, женщины)                           | 17 августа |
| 21      | Жэнь Цаньцань | Бокс (до 51 кг, женщины)                                      | 18 августа |
| 22      | Чжан Фэнлю | Борьба (вольная, до 75 кг, женщины)                           | 18 августа |
| 23      | Ли Цянь | Бокс (до 75 кг, женщины)                                      | 19 августа |
| 24      | Ху Цзяньгуань | Бокс (до 52 кг, мужчины)                                      | 19 августа |
| 25      | Люй Сючжи | Лёгкая атлетика (спортивная ходьба на 20 километров, женщины) | 19 августа |
| 26      | Фэн Шаньшань | Гольф (женщины)                                               | 20 августа |

## Состав сборной
Академическая гребля
1. Ван Тесинь
2. Вань Чуньсинь
3. Сунь Мань
4. Чжао Цзинбин
5. Цзинь Вэй
6. Юй Чэнган
7. Ван Юйвэй
8. Дуань Цзинли
9. Люй Ян
10. Мяо Тянь
11. Пань Фэйхун
12. Хуан Вэньи
13. Чжан Лин
14. Чжан Минь
15. Чжан Синьюэ
16. Чжу Вэйвэй
17. Цзян Янь

 Бадминтон
1. Линь Дань
2. Сюй Чэнь
3. Фу Хайфэн
4. Хун Вэй
5. Чай Бяо
6. Чжан Нань
7. Чэнь Лун
8. Ван Ихань
9. Ли Сюэжуй
10. Ло Ин
11. Ло Юй
12. Ма Цзинь
13. Тан Юаньтин
14. Чжао Юньлэй
15. Юй Ян

 Баскетбол
1. Ван Чжэлинь
2. Го Айлунь
3. Дин Янъюйхан
4. И Цзяньлянь
5. Ли Гэнь
6. Ли Мухао
7. Суй Жань
8. Чжай Цяаочыань
9. Чжао Цзивэй
10. Чжоу Пэн
11. Чжоу Ци
12. Цзоу Юйчэнь
13. Гао Сун
14. Ли Шаньшань
15. Лу Вэнь
16. Сунь Мэнжань
17. Сунь Мэнсинь
18. У Ди
19. Хуан Сыцзин
20. Хуан Хунпин
21. Чжао Чжифан
22. Чэнь Нань
23. Чэнь Сяоцзя
24. Шао Тин

 Бокс
1. Лю Вэй
2. Люй Бинь
3. Ху Цзяньгуань
4. Ху Цяньсюнь
5. Чжан Цзявэй
6. Чжао Минган
7. Шань Цзюнь
8. Юй Фэнкай
9. Жэнь Цаньцань
10. Инь Цзюньхуа
11. Ли Цянь

 Борьба
Вольная борьба
1. Би Шэнфэн
2. Дэн Чживэй
3. Ерланбеке Катай
4. Сунь Янань
5. Сюй Жуй
6. Чжан Фэнлю
7. Чжоу Фэн
8. Чжун Сюэчунь

Греко-римская борьба
1. Ван Луминь
2. Мэн Цян
3. Пэн Фэй
4. Сяо Ди
5. Ян Бинь

Велоспорт
 Трековый велоспорт
1. Лю Хао
2. Сюй Чао
3. Фань Ян
4. Цинь Чэньлу
5. Шэнь Пинъань
6. Гун Цзиньцзе
7. Луо Сяолин
8. Ма Мэнлу
9. Хуан Дунъянь
10. Цзин Яли
11. Чжао Баофан
12. Чжун Тяньши

 Маунтинбайк
1. Ван Чжэнь
2. Яо Пин

 Водное поло
1. Ван Синьянь
2. Ма Хуаньхуань
3. Мэй Сяохань
4. Ню Гуаньнань
5. Пэн Линь
6. Сун Дуньлун
7. Сунь Ятин
8. Сюнь Дуньхань
9. Чжан Вэйвэй
10. Чжан Цзин
11. Чжао Цзыхань
12. Чжан Цун
13. Ян Цзюнь

 Волейбол
1. Вэй Цююэ
2. Гун Сянъюй
3. Дин Ся
4. Линь Ли
5. Лю Сяотун
6. Сюй Юньли
7. Хуэй Жоци
8. Чжан Чаннин
9. Чжу Тин
10. Юань Синьюэ
11. Ян Фансюй
12. Янь Ни

 Гольф
1. Ли Хаотун
2. У Асхунь
3. Си Юйлинь
4. Фэн Шаньшань

Гребля на байдарках и каноэ
 Гребля на гладкой воде
1. Ли Цян
2. Ли Юэ
3. Жэнь Вэньцзюнь
4. Ли Юэ
5. Лю Хайпин
6. Ма Цин
7. Чжоу Юй

 Гребной слалом
1. Тань Я
2. Шу Цзяньмин
3. Ли Лу

 Дзюдо
1. Ма Дуаньбинь
2. Сай Иньцзиригала
3. Чэн Сюньчжао
4. Ма Иннань
5. Чжан Чжэхуэй
6. Чжоу Чао
7. Юй Сун
8. Ян Цзюнься

 Конный спорт
1. Алекс Хуа Тянь

 Лёгкая атлетика
1. Ван Цзянань
2. Ван Чжэнь
3. Ван Чжэньдун
4. Ван Юй
5. Гао Синлун
6. До Буцзе
7. Дун Бинь
8. Дун Гоцзянь
9. Се Вэньцзюнь
10. Се Чжэнье
11. Су Бинтянь
12. Сюй Сяолун
13. Сюэ Чанжуй
14. Тан Синцян
15. Хань Юйчэн
16. Хуан Бокай
17. Хуан Чанчжоу
18. Цай Цзэлинь
19. Цао Шо
20. Чжан Говэй
21. Чжан Пэймэн
22. Чжу Жэньсюэ
23. Чэнь Дин
24. Юй Вэй
25. Яо Цзе
26. Бянь Ка
27. Ван Чжэн
28. Ван Чуньюй
29. Вэй Юнли
30. Гао Ян
31. Гун Лицзяо
32. Гэ Маньци
33. Жэнь Мэнцянь
34. Ли Лин
35. Ли Линвэй
36. Ли Сяохун
37. Лю Тинтин
38. Лю Хун
39. Лю Шиин
40. Люй Сючжи
41. Люй Хуэйхуэй
42. Лян Сяоцзин
43. Су Синьюэ
44. У Шицзяю
45. Фэн Бинь
46. Хуа Шаоцин
47. Цеян Шэньцзе
48. Чжан Вэньсю
49. Чжан Синьянь
50. Чэнь Ян
51. Юань Цици
52. Юэ Чао

 Настольный теннис
1. Ма Лун
2. Сюй Синь
3. Чжан Цзикэ
4. Дин Нин
5. Ли Сяося
6. Лю Шивэнь

 Парусный спорт
1. Ван Айчэнь
2. Ван Вэй
3. Гун Лэй
4. Сюй Цзанцзюнь
5. Ван Сяоли
6. Сюй Лицзя
7. Хуан Личжу
8. Чэнь Пэйна

 Плавание
1. Ван Шунь
2. Ли Гуанюань
3. Ли Сян
4. Ли Чжухао
5. Линь Юнцин
6. Мао Фэйлянь
7. Нин Цзэтао
8. Сунь Ян
9. Сюй Цзяюй
10. У Юйхан
11. Ху Исюань
12. Хэ Цзяньбинь
13. Чжан Цибинь
14. Цзу Лицзюнь
15. Цю Цзыао
16. Шань Кэюань
17. Юй Хэсинь
18. Янь Цзыбэй
19. Ай Яньхань
20. Ван Сюээр
21. Ван Шицзя
22. Дун Цзе
23. Е Шивэнь
24. Лу Ин
25. Лю Сян
26. Лю Ясинь
27. Синь Синь
28. Сун Мэйчэн
29. Тан И
30. Фу Юаньхуэй
31. Ху Явэнь
32. Цао Юэ
33. Чжан Синьюй
34. Чжан Юйфэй
35. Чжан Юхань
36. Чжоу Илинь
37. Чжоу Минь
38. Чжу Мэнхуэй
39. Чэнь Синьи
40. Чэнь Цзе
41. Ши Цзиньлин
42. Шэнь До
43. Юй Цзинъяо

 Пляжный волейбол
1. Ван Фань
2. Юэ Юань

 Прыжки в воду
1. Линь Юэ
2. Хэ Чао
3. Цао Юань
4. Цинь Кай
5. Цю Бо
6. Чэнь Айсень
7. Жэнь Цянь
8. Лю Хуэйся
9. Сы Яцзе
10. У Минься
11. Хэ Цзы
12. Чэнь Жолинь
13. Ши Тинмао

 Прыжки на батуте
1. Гао Лэй
2. Дун Дун
3. Ли Дань
4. Хэ Вэньна

 Синхронное плавание
1. Гу Сяо
2. Гуо Ли
3. Инь Чэнсинь
4. Ли Сяолу
5. Лян Синьпин
6. Сунь Вэньянь
7. Тан Мэнни
8. Хуан Сюэчэнь
9. Цзэн Чжэн

 Современное пятиборье
1. Го Цзяньли
2. Цао Чжунжун
3. Чжан Сяонань
4. Чэнь Цянь

 Спортивная гимнастика
1. Дэн Шуди
2. Линь Чаопань
3. Лю Ян
4. Чжан Чэнлун
5. Ю Хао
6. Ван Янь
7. Мао И
8. Тань Цзясинь
9. Фань Илинь
10. Шан Чуньсун

 Стрельба
1. Ван Чживэй
2. Ли Юэхун
3. Пан Вэй
4. Пань Цян
5. Пу Цифэн
6. Ху Биньюань
7. Хуэй Цзычэн
8. Цао Ифэй
9. Чжан Фушэн
10. Чжао Шэнбо
11. Чжу Цинань
12. Ян Хаожань
13. Вэй Мэн
14. Вэй Нин
15. Го Вэньцзюнь
16. Ду Ли
17. И Сылин
18. Чжан Биньбинь
19. Чжан Мэнсюэ
20. Чжан Цзиньцзинь
21. Чэнь Ин
22. Чэнь Фан

 Стрельба из лука
1. Ван Дапэн
2. Гу Сюэсун
3. Син Юй
4. У Цзясинь
5. Цао Хуэй
6. Ци Юйхун

 Теннис
1. Ван Цян
2. Пэн Шуай
3. Сюй Ифань
4. Чжан Шуай
5. Чжэн Сайсай

 Триатлон
1. Бай Фацюань
2. Ван Ляньюань

 Тхэквондо
1. Цяо Сэнь
2. Чжао Шуай
3. Чжэн Шуинь
4. У Цзинъюй

 Тяжёлая атлетика
1. Лун Цинцюань
2. Люй Сяоцзюнь
3. Тянь Тао
4. Чэнь Лицзюнь
5. Ши Чжиюн
6. Ян Чжэ
7. Дэн Вэй
8. Ли Яцзюнь
9. Сян Яньмэй

 Фехтование
1. Лэй Шэн
2. Ма Цзяньфэй
3. Сунь Вэй
4. Цзяо Яньлун
5. Чэнь Хайвэй
6. Лэ Хуэйлинь
7. Лю Юнши
8. Сунь Ивэнь
9. Сунь Юйцзе
10. Шэнь Чэнь

 Футбол
1. Квота 1
2. Квота 2
3. Квота 3
4. Квота 4
5. Квота 5
6. Квота 6
7. Квота 7
8. Квота 8
9. Квота 9
10. Квота 10
11. Квота 11
12. Квота 12
13. Квота 13
14. Квота 14
15. Квота 15
16. Квота 16
17. Квота 17
18. Квота 18

 Хоккей на траве
1. Квота 1
2. Квота 2
3. Квота 3
4. Квота 4
5. Квота 5
6. Квота 6
7. Квота 7
8. Квота 8
9. Квота 9
10. Квота 10
11. Квота 11
12. Квота 12
13. Квота 13
14. Квота 14
15. Квота 15
16. Квота 16

 Художественная гимнастика
1. Шан Жун
2. Квота 2
3. Квота 3
4. Квота 4
5. Квота 5
6. Квота 6

## Результаты соревнований

### Академическая гребля
В следующий раунд из каждого заезда проходят несколько лучших экипажей (в зависимости от дисциплины). В отборочный заезд попадают спортсмены, выбывшие в предварительном раунде. В финал A выходят 6 сильнейших экипажей, остальные разыгрывают места в утешительных финалах B-F.
Мужчины
| Соревнование              | Спортсмены                                  | Предварительный заезд | Предварительный заезд | Предварительный заезд | Отборочный заезд | Отборочный заезд | Отборочный заезд | Четвертьфинал | Четвертьфинал | Четвертьфинал | Полуфинал     | Полуфинал     | Полуфинал     | Финал   | Финал   | Итоговое место |
| Соревнование              | Спортсмены                                  | Заезд                 | Время                 | Место                 | Заезд            | Время            | Место            | Заезд         | Время         | Место         | Заезд         | Время         | Место         | Время   | Место   | Итоговое место |
| ------------------------- | ------------------------------------------- | --------------------- | --------------------- | --------------------- | ---------------- | ---------------- | ---------------- | ------------- | ------------- | ------------- | ------------- | ------------- | ------------- | ------- | ------- | -------------- |
| двойки парные, лёгкий вес | Сунь Мань Вань Чуньсинь                     | 4                     | 6:30,83               | 4                     | 1                | 7:03,88          | 2 Q              | не проводится | не проводится | не проводится | Полуфинал A/B | Полуфинал A/B | Полуфинал A/B | Финал   | Финал   |                |
| двойки парные, лёгкий вес | Сунь Мань Вань Чуньсинь                     | 4                     | 6:30,83               | 4                     | 1                | 7:03,88          | 2 Q              | не проводится | не проводится | не проводится |               |               |               |         |         |                |
| четвёрки, лёгкий вес      | Цзинь Вэй Чжао Цзинбин Юй Чэнган Ван Тесинь | 1                     | 6:03,43               | 2 Q                   | не участвовали   | не участвовали   | не участвовали   | не проводится | не проводится | не проводится | 2             | 6:27,27       | 5 QB          | Финал B | Финал B |                |
| четвёрки, лёгкий вес      | Цзинь Вэй Чжао Цзинбин Юй Чэнган Ван Тесинь | 1                     | 6:03,43               | 2 Q                   | не участвовали   | не участвовали   | не участвовали   | не проводится | не проводится | не проводится | 2             | 6:27,27       | 5 QB          |         |         |                |

Женщины
| Соревнование              | Спортсмены                              | Предварительный заезд | Предварительный заезд | Предварительный заезд | Отборочный заезд | Отборочный заезд | Отборочный заезд | Четвертьфинал | Четвертьфинал | Четвертьфинал | Полуфинал     | Полуфинал     | Полуфинал     | Финал   | Финал   | Итоговое место |
| Соревнование              | Спортсмены                              | Заезд                 | Время                 | Место                 | Заезд            | Время            | Место            | Заезд         | Время         | Место         | Заезд         | Время         | Место         | Время   | Место   | Итоговое место |
| ------------------------- | --------------------------------------- | --------------------- | --------------------- | --------------------- | ---------------- | ---------------- | ---------------- | ------------- | ------------- | ------------- | ------------- | ------------- | ------------- | ------- | ------- | -------------- |
| одиночки                  | Дуань Цзинли                            | 4                     | 8:18,57               | 1 Q                   | не участвовала   | не участвовала   | не участвовала   | 4             | 7:27,88       | 2 Q           | Полуфинал A/B | Полуфинал A/B | Полуфинал A/B | Финал   | Финал   |                |
| одиночки                  | Дуань Цзинли                            | 4                     | 8:18,57               | 1 Q                   | не участвовала   | не участвовала   | не участвовала   | 4             | 7:27,88       | 2 Q           |               |               |               |         |         |                |
| двойки                    | Чжан Минь Мяо Тянь                      | 2                     | 7:15,66               | 3 Q                   | не участвовали   | не участвовали   | не участвовали   | не проводится | не проводится | не проводится |               |               |               | Финал   | Финал   |                |
| двойки                    | Чжан Минь Мяо Тянь                      | 2                     | 7:15,66               | 3 Q                   | не участвовали   | не участвовали   | не участвовали   | не проводится | не проводится | не проводится |               |               |               |         |         |                |
| двойки парные             | Люй Ян Чжу Вэйвэй                       | 2                     | 7:25,19               | 2 Q                   | не участвовали   | не участвовали   | не участвовали   | не проводится | не проводится | не проводится | 1             | 7:05,31       | 6             | Финал B | Финал B |                |
| двойки парные             | Люй Ян Чжу Вэйвэй                       | 2                     | 7:25,19               | 2 Q                   | не участвовали   | не участвовали   | не участвовали   | не проводится | не проводится | не проводится | 1             | 7:05,31       | 6             |         |         |                |
| двойки парные, лёгкий вес | Хуан Вэньи Пань Фэйхун                  | 1                     | 7:00,13               | 1 Q                   | не участвовали   | не участвовали   | не участвовали   | не проводится | не проводится | не проводится | Полуфинал A/B | Полуфинал A/B | Полуфинал A/B | Финал   | Финал   |                |
| двойки парные, лёгкий вес | Хуан Вэньи Пань Фэйхун                  | 1                     | 7:00,13               | 1 Q                   | не участвовали   | не участвовали   | не участвовали   | не проводится | не проводится | не проводится |               |               |               |         |         |                |
| четвёрки парные           | Чжан Лин Цзян Янь Ван Юйвэй Чжан Синьюэ | 1                     | 6:40,21               | 4                     | 1                | 6:28,49          | 3 QA             | не проводится | не проводится | не проводится | не проводится | не проводится | не проводится | Финал A | Финал A |                |
| четвёрки парные           | Чжан Лин Цзян Янь Ван Юйвэй Чжан Синьюэ | 1                     | 6:40,21               | 4                     | 1                | 6:28,49          | 3 QA             | не проводится | не проводится | не проводится | не проводится | не проводится | не проводится |         |         |                |

### Бадминтон
Одиночный разряд
| Соревнование | Спортсмены | Групповой этап | Групповой этап | Групповой этап | 1/8 финала | 1/4 финала | 1/2 финала | Финал | Итоговое место |
| Соревнование | Спортсмены | 1 матч         | 2 матч         | Место          | 1/8 финала | 1/4 финала | 1/2 финала | Финал | Итоговое место |
| ------------ | ---------- | -------------- | -------------- | -------------- | ---------- | ---------- | ---------- | ----- | -------------- |
| мужчины      | Чэнь Лун   | Группа         | Группа         | Группа         |            |            |            |       |                |
| мужчины      | Чэнь Лун   |                |                |                |            |            |            |       |                |
| мужчины      | Линь Дань  | Группа         | Группа         | Группа         |            |            |            |       |                |
| мужчины      | Линь Дань  |                |                |                |            |            |            |       |                |
| женщины      | Ли Сюэжуй  | Группа         | Группа         | Группа         |            |            |            |       |                |
| женщины      | Ли Сюэжуй  |                |                |                |            |            |            |       |                |
| женщины      | Ван Ихань  | Группа         | Группа         | Группа         |            |            |            |       |                |
| женщины      | Ван Ихань  |                |                |                |            |            |            |       |                |

Парный разряд
| Соревнование | Спортсмены            | Групповой этап | Групповой этап | Групповой этап | Групповой этап | 1/4 финала | 1/2 финала | Финал | Итоговое место |
| Соревнование | Спортсмены            | 1 матч         | 2 матч         | 3 матч         | Место          | 1/4 финала | 1/2 финала | Финал | Итоговое место |
| ------------ | --------------------- | -------------- | -------------- | -------------- | -------------- | ---------- | ---------- | ----- | -------------- |
| мужчины      | Фу Хайфэн Чжан Нань   | Группа         | Группа         | Группа         | Группа         |            |            |       |                |
| мужчины      | Фу Хайфэн Чжан Нань   |                |                |                |                |            |            |       |                |
| мужчины      | Чай Бяо Хун Вэй       | Группа         | Группа         | Группа         | Группа         |            |            |       |                |
| мужчины      | Чай Бяо Хун Вэй       |                |                |                |                |            |            |       |                |
| женщины      | Тан Юаньтин Юй Ян     | Группа         | Группа         | Группа         | Группа         |            |            |       |                |
| женщины      | Тан Юаньтин Юй Ян     |                |                |                |                |            |            |       |                |
| женщины      | Ло Ин Ло Юй           | Группа         | Группа         | Группа         | Группа         |            |            |       |                |
| женщины      | Ло Ин Ло Юй           |                |                |                |                |            |            |       |                |
| микст        | Чжан Нань Чжао Юньлэй | Группа         | Группа         | Группа         | Группа         |            |            |       |                |
| микст        | Чжан Нань Чжао Юньлэй |                |                |                |                |            |            |       |                |
| микст        | Сюй Чэнь Ма Цзинь     | Группа         | Группа         | Группа         | Группа         |            |            |       |                |
| микст        | Сюй Чэнь Ма Цзинь     |                |                |                |                |            |            |       |                |

### Баскетбол

#### Мужчины
Мужская сборная Китая квалифицировалась на Игры, завоевав золотые медали на чемпионате Азии 2015 года.
Состав
| Номер     | Позиция   | Имя       | Дата рождения | Рост, см  | Клуб      | Игры      | Очки      | Подборы   | Передачи  |
| Защитники | Защитники | Защитники | Защитники     | Защитники | Защитники | Защитники | Защитники | Защитники | Защитники |
| --------- | --------- | --------- | ------------- | --------- | --------- | --------- | --------- | --------- | --------- |
|           |           |           |               |           |           |           |           |           |           |
| Форварды  |           |           |               |           |           |           |           |           |           |
|           |           |           |               |           |           |           |           |           |           |
| Центровые |           |           |               |           |           |           |           |           |           |
|           |           |           |               |           |           |           |           |           |           |

| Имя       | Гражданство | Дата рождения   |
| --------- | ----------- | --------------- |
| Гун Лумин | Китай       | 29 августа 1957 |

Результаты
Групповой этап (Группа A)
| Место | Команда   | И | В | П | ОЗ  | ОП  | +/-  | Очки |
| ----- | --------- | - | - | - | --- | --- | ---- | ---- |
| 1     | США       | 5 | 5 | 0 | 524 | 407 | +117 | 10   |
| 2     | Австралия | 5 | 4 | 1 | 444 | 368 | +76  | 9    |
| 3     | Франция   | 5 | 3 | 2 | 423 | 378 | +45  | 8    |
| 4     | Сербия    | 5 | 2 | 3 | 426 | 387 | +39  | 7    |
| 5     | Венесуэла | 5 | 1 | 4 | 315 | 444 | -129 | 6    |
| 6     | Китай     | 5 | 0 | 5 | 318 | 466 | -148 | 5    |

| 6 августа 2016 19:00 UTC−3 | Протокол | Китай                      | 62:119   | США                  | Арена Кариока, Рио-де-Жанейро Зрителей: 10 622 Судьи: Стефан Себель Олег Латышев Сретен Радович |
| 6 августа 2016 19:00 UTC−3 | Протокол | 10:30, 20:29, 17:32, 15:28 |          |                      | Арена Кариока, Рио-де-Жанейро Зрителей: 10 622 Судьи: Стефан Себель Олег Латышев Сретен Радович |
| 6 августа 2016 19:00 UTC−3 | Протокол | И 25                       | Очки     | Дюрант 25            | Арена Кариока, Рио-де-Жанейро Зрителей: 10 622 Судьи: Стефан Себель Олег Латышев Сретен Радович |
| 6 августа 2016 19:00 UTC−3 | Протокол | И, Чжао по 6               | Подборы  | Джордан, Энтони по 7 | Арена Кариока, Рио-де-Жанейро Зрителей: 10 622 Судьи: Стефан Себель Олег Латышев Сретен Радович |
| 6 августа 2016 19:00 UTC−3 | Протокол | Чжао 5                     | Передачи | Дюрант 6             | Арена Кариока, Рио-де-Жанейро Зрителей: 10 622 Судьи: Стефан Себель Олег Латышев Сретен Радович |

| 8 августа 2016 22:30 UTC−3 | Протокол | Франция                   | 88:60    | Китай        | Кариока Арена, Рио-де-Жанейро Зрителей: 6360 Судьи: Хуан Карлос Гарсия Луис Роберто Васкес Петр Пастусяк |
| 8 августа 2016 22:30 UTC−3 | Протокол | 19:14, 23:9, 22:22, 24:15 |          |              | Кариока Арена, Рио-де-Жанейро Зрителей: 6360 Судьи: Хуан Карлос Гарсия Луис Роберто Васкес Петр Пастусяк |
| 8 августа 2016 22:30 UTC−3 | Протокол | де Коло 19                | Очки     | И 19         | Кариока Арена, Рио-де-Жанейро Зрителей: 6360 Судьи: Хуан Карлос Гарсия Луис Роберто Васкес Петр Пастусяк |
| 8 августа 2016 22:30 UTC−3 | Протокол | Батюм 10                  | Подборы  | И 6          | Кариока Арена, Рио-де-Жанейро Зрителей: 6360 Судьи: Хуан Карлос Гарсия Луис Роберто Васкес Петр Пастусяк |
| 8 августа 2016 22:30 UTC−3 | Протокол | Паркер 8                  | Передачи | Го, Дин по 4 | Кариока Арена, Рио-де-Жанейро Зрителей: 6360 Судьи: Хуан Карлос Гарсия Луис Роберто Васкес Петр Пастусяк |

| 10 августа 2016 22:30 UTC−3 | Протокол | Венесуэла | ' | Китай | Кариока Арена, Рио-де-Жанейро |

| 12 августа 2016 14:15 UTC−3 | Протокол | Китай | ' | Австралия | Кариока Арена, Рио-де-Жанейро |

| 14 августа 2016 22:30 UTC−3 | Протокол | Сербия | ' | Китай | Кариока Арена, Рио-де-Жанейро |

#### Женщины
Женская сборная Китая квалифицировалась на Игры по итогам олимпийского квалификационного турнира.
Состав
| Номер     | Позиция   | Имя       | Дата рождения | Рост, см  | Клуб      | Игры      | Очки      | Подборы   | Передачи  |
| Защитники | Защитники | Защитники | Защитники     | Защитники | Защитники | Защитники | Защитники | Защитники | Защитники |
| --------- | --------- | --------- | ------------- | --------- | --------- | --------- | --------- | --------- | --------- |
|           |           |           |               |           |           |           |           |           |           |
| Форварды  |           |           |               |           |           |           |           |           |           |
|           |           |           |               |           |           |           |           |           |           |
| Центровые |           |           |               |           |           |           |           |           |           |
|           |           |           |               |           |           |           |           |           |           |

| Имя       | Гражданство | Дата рождения   |
| --------- | ----------- | --------------- |
| Том Махер | Австралия   | 4 сентября 1952 |

Результаты
Групповой этап (Группа B)
| Место | Команда | И | В | П | ОЗ  | ОП  | +/-  | Очки |
| ----- | ------- | - | - | - | --- | --- | ---- | ---- |
| 1     | США     | 5 | 5 | 0 | 520 | 316 | +204 | 10   |
| 2     | Испания | 5 | 4 | 1 | 387 | 333 | +54  | 9    |
| 3     | Канада  | 5 | 3 | 2 | 340 | 347 | -7   | 8    |
| 4     | Сербия  | 5 | 2 | 3 | 385 | 406 | -21  | 7    |
| 5     | Китай   | 5 | 1 | 4 | 371 | 428 | -57  | 6    |
| 6     | Сенегал | 5 | 0 | 5 | 309 | 482 | -173 | 5    |

| 6 августа 2016 14:15 UTC−3 | Протокол | Китай                     | 68:90    | Канада    | Молодёжная Арена, Рио-де-Жанейро Зрителей: 2314 Судьи: Хуан Гарсия Аннe Пантер Карлуш Жозе Жулиу |
| 6 августа 2016 14:15 UTC−3 | Протокол | 9:19, 17:18, 20:23, 22:30 |          |           | Молодёжная Арена, Рио-де-Жанейро Зрителей: 2314 Судьи: Хуан Гарсия Аннe Пантер Карлуш Жозе Жулиу |
| 6 августа 2016 14:15 UTC−3 | Протокол | Чэнь Н. 13                | Очки     | Тейтем 20 | Молодёжная Арена, Рио-де-Жанейро Зрителей: 2314 Судьи: Хуан Гарсия Аннe Пантер Карлуш Жозе Жулиу |
| 6 августа 2016 14:15 UTC−3 | Протокол | Сунь Мэнж. 5              | Подборы  | Гоше 10   | Молодёжная Арена, Рио-де-Жанейро Зрителей: 2314 Судьи: Хуан Гарсия Аннe Пантер Карлуш Жозе Жулиу |
| 6 августа 2016 14:15 UTC−3 | Протокол | Чэнь С., Сунь Мэнс. по 3  | Передачи | Гоше 7    | Молодёжная Арена, Рио-де-Жанейро Зрителей: 2314 Судьи: Хуан Гарсия Аннe Пантер Карлуш Жозе Жулиу |

| 8 августа 2016 19:45 UTC−3 | Протокол | Сенегал                    | 64:101   | Китай                    | Молодёжная Арена, Рио-де-Жанейро Зрителей: 2907 Судьи: Карен Лэсьик Карлуш Жозе Жулиу Шаина Буссетта |
| 8 августа 2016 19:45 UTC−3 | Протокол | 21:26, 17:21, 15:26, 11:28 |          |                          | Молодёжная Арена, Рио-де-Жанейро Зрителей: 2907 Судьи: Карен Лэсьик Карлуш Жозе Жулиу Шаина Буссетта |
| 8 августа 2016 19:45 UTC−3 | Протокол | Ас. Траоре 16              | Очки     | Сунь Мэнж., Шао Т. по 17 | Молодёжная Арена, Рио-де-Жанейро Зрителей: 2907 Судьи: Карен Лэсьик Карлуш Жозе Жулиу Шаина Буссетта |
| 8 августа 2016 19:45 UTC−3 | Протокол | Диарра 8                   | Подборы  | Лу В. 7                  | Молодёжная Арена, Рио-де-Жанейро Зрителей: 2907 Судьи: Карен Лэсьик Карлуш Жозе Жулиу Шаина Буссетта |
| 8 августа 2016 19:45 UTC−3 | Протокол | Диенг 4                    | Передачи | Чжао Ч. 6                | Молодёжная Арена, Рио-де-Жанейро Зрителей: 2907 Судьи: Карен Лэсьик Карлуш Жозе Жулиу Шаина Буссетта |

| 10 августа 2016 12:15 UTC−3 | Протокол | Китай                     | 68:89    | Испания    | Молодёжная Арена, Рио-де-Жанейро Зрителей: 1230 Судьи: Эдди Вьятор Леандро Лескано Наталия Куэльо Куэльо |
| 10 августа 2016 12:15 UTC−3 | Протокол | 18:14, 20:27, 21:23, 9:25 |          |            | Молодёжная Арена, Рио-де-Жанейро Зрителей: 1230 Судьи: Эдди Вьятор Леандро Лескано Наталия Куэльо Куэльо |
| 10 августа 2016 12:15 UTC−3 | Протокол | Шао Т. 14                 | Очки     | Торренс 32 | Молодёжная Арена, Рио-де-Жанейро Зрителей: 1230 Судьи: Эдди Вьятор Леандро Лескано Наталия Куэльо Куэльо |
| 10 августа 2016 12:15 UTC−3 | Протокол | Сунь Мэнж. 8              | Подборы  | Николлс 10 | Молодёжная Арена, Рио-де-Жанейро Зрителей: 1230 Судьи: Эдди Вьятор Леандро Лескано Наталия Куэльо Куэльо |
| 10 августа 2016 12:15 UTC−3 | Протокол | Чэнь С. 6                 | Передачи | Палау 7    | Молодёжная Арена, Рио-де-Жанейро Зрителей: 1230 Судьи: Эдди Вьятор Леандро Лескано Наталия Куэльо Куэльо |

| 12 августа 2016 12:15 UTC−3 | Протокол | Сербия | ' | Китай | Молодёжная Арена, Рио-де-Жанейро |

| 14 августа 2016 12:15 UTC−3 | Протокол | Китай | ' | США | Молодёжная Арена, Рио-де-Жанейро |

### Бокс
Квоты, завоёванные спортсменами являются именными. Если от одной страны путёвки на Игры завоюют два и более спортсмена, то право выбора боксёра предоставляется национальному Олимпийскому комитету. Соревнования по боксу проходят по системе плей-офф. Для победы в олимпийском турнире боксёру необходимо одержать либо четыре, либо пять побед в зависимости от жеребьёвки соревнований. Оба спортсмена, проигравшие в полуфинальных поединках, становятся обладателями бронзовых наград.
Мужчины
| Категория | Спортсмены    | Первый раунд           | Второй раунд         | Четвертьфинал            | Полуфинал            | Финал                | Место                |
| Категория | Спортсмены    | Соперник Результат     | Соперник Результат   | Соперник Результат       | Соперник Результат   | Соперник Результат   | Место                |
| --------- | ------------- | ---------------------- | -------------------- | ------------------------ | -------------------- | -------------------- | -------------------- |
| до 49 кг  | Люй Бинь      | не участвовал          | KENП. Варуи П 1:2    | завершил выступление     | завершил выступление | завершил выступление | завершил выступление |
| до 52 кг  | Ху Цзяньгуань | TURС. Экер В 2:1       | ARMН. Абгарян В 3:0  | CUBЙ. Вейтия В 2:1       | RUSМ. Алоян П 0:3    | завершил выступление | 3                    |
| до 56 кг  | Чжан Цзявэй   | не участвовал          | KORХам Сан Мён В 3:0 | CUBР. Рамирес П 0:3      | завершил выступление | завершил выступление | завершил выступление |
| до 60 кг  | Шань Цзюнь    | TJKА. Юнусов П 0:3     | завершил выступление | завершил выступление     | завершил выступление | завершил выступление | завершил выступление |
| до 64 кг  | Ху Цяньсюнь   | MEXР. Курьель (8) В WO | ARMО. Бачков В 2:1   | RUSВ. Дунайцев (1) П 0:3 | завершил выступление | завершил выступление | завершил выступление |
| до 69 кг  | Лю Вэй        | LTUЭ. Станёнис П 0:3   | завершил выступление | завершил выступление     | завершил выступление | завершил выступление | завершил выступление |
| до 75 кг  | Чжао Минган   | AZEК. Шахсуварлы П 0:3 | завершил выступление | завершил выступление     | завершил выступление | завершил выступление | завершил выступление |
| до 91 кг  | Юй Фэнкай     | не участвовал          | KAZВ. Левит П TKO    | завершил выступление     | завершил выступление | завершил выступление | завершил выступление |

Женщины
| Категория | Спортсмены    | Первый раунд       | Четвертьфинал          | Полуфинал            | Финал                 | Место |
| Категория | Спортсмены    | Соперник Результат | Соперник Результат     | Соперник Результат   | Соперник Результат    | Место |
| --------- | ------------- | ------------------ | ---------------------- | -------------------- | --------------------- | ----- |
| до 51 кг  | Жэнь Цаньцань | не участвовала     | CANМ. Буджольд В 3:0   | GBRН. Адамс П 0:3    | завершила выступление | 3     |
| до 60 кг  | Инь Цзюньхуа  | MARХ. Лашжар В 3:0 | AZEЯ. Алексеевна В 3:0 | FINМ. Потконен В 3:0 | FRAЭ. Моссели П 1:2   | 2     |
| до 75 кг  | Ли Цянь       | не участвовала     | BRAА. Бандейра В 3:0   | NEDН. Фонтейн П 1:2  | завершила выступление | 3     |

### Борьба
В соревнованиях по борьбе, как и на предыдущих трёх Играх, будет разыгрываться 18 комплектов наград. По 6 у мужчин в вольной и греко-римской борьбе и 6 у женщин в вольной борьбе. Турнир пройдёт по олимпийской системе с выбыванием. В утешительный раунд попадают участники, проигравшие в своих поединках будущим финалистам соревнований. Каждый поединок состоит из двух раундов по 3 минуты, победителем становится спортсмен, набравший большее количество технических очков. По окончании схватки, в зависимости от результатов спортсменам начисляются классификационные очки.
Мужчины
Вольная борьба
| Категория | Спортсмены | Первый раунд       | 1/8 финала         | Четвертьфинал      | Полуфинал          | Финал              | Место |
| Категория | Спортсмены | Соперник Результат | Соперник Результат | Соперник Результат | Соперник Результат | Соперник Результат | Место |
| --------- | ---------- | ------------------ | ------------------ | ------------------ | ------------------ | ------------------ | ----- |
| до 65 кг  |            |                    |                    |                    |                    |                    |       |
| до 86 кг  |            |                    |                    |                    |                    |                    |       |
| до 125 кг |            |                    |                    |                    |                    |                    |       |

Греко-римская борьба
| Категория | Спортсмены | Первый раунд       | 1/8 финала         | Четвертьфинал      | Полуфинал          | Финал              | Место |
| Категория | Спортсмены | Соперник Результат | Соперник Результат | Соперник Результат | Соперник Результат | Соперник Результат | Место |
| --------- | ---------- | ------------------ | ------------------ | ------------------ | ------------------ | ------------------ | ----- |
| до 59 кг  |            |                    |                    |                    |                    |                    |       |
| до 75 кг  |            |                    |                    |                    |                    |                    |       |
| до 85 кг  |            |                    |                    |                    |                    |                    |       |
| до 98 кг  |            |                    |                    |                    |                    |                    |       |
| до 130 кг |            |                    |                    |                    |                    |                    |       |

Женщины
Вольная борьба
| Соревнование | Спортсмены | Первый раунд       | 1/8 финала         | Четвертьфинал      | Полуфинал          | Финал              | Место |
| Соревнование | Спортсмены | Соперник Результат | Соперник Результат | Соперник Результат | Соперник Результат | Соперник Результат | Место |
| ------------ | ---------- | ------------------ | ------------------ | ------------------ | ------------------ | ------------------ | ----- |
| до 48 кг     |            |                    |                    |                    |                    |                    |       |
| до 53 кг     |            |                    |                    |                    |                    |                    |       |
| до 63 кг     |            |                    |                    |                    |                    |                    |       |
| до 69 кг     |            |                    |                    |                    |                    |                    |       |
| до 75 кг     |            |                    |                    |                    |                    |                    |       |

### Велоспорт

#### Трековый велоспорт
Командная гонка преследования
| Соревнование | Спортсмены                                 | Квалификация | Квалификация | Полуфинал      | Полуфинал | Финал          | Место |
| Соревнование | Спортсмены                                 | Время        | Место        | Соперник Время | Место     | Соперник Время | Место |
| ------------ | ------------------------------------------ | ------------ | ------------ | -------------- | --------- | -------------- | ----- |
| мужчины      | Фань Ян Лю Хао Цинь Чэньлу Шэнь Пинъань    |              |              |                |           |                |       |
| женщины      | Хуан Дунъянь Цзин Яли Ма Мэнлу Чжао Баофан |              |              |                |           |                |       |

Спринт
| Соревнование | Спортсмены   | Квалификация   | Квалификация | Раунд 1                 | Утешительный заезд       | Раунд 2                 | Утешительный заезд       | Четвертьфинал           | Полуфинал               | Финал                    | Место |
| Соревнование | Спортсмены   | Время Скорость | Место        | Соперник Время Скорость | Соперники Время Скорость | Соперник Время Скорость | Соперники Время Скорость | Соперник Время Скорость | Соперник Время Скорость | Соперники Время Скорость | Место |
| ------------ | ------------ | -------------- | ------------ | ----------------------- | ------------------------ | ----------------------- | ------------------------ | ----------------------- | ----------------------- | ------------------------ | ----- |
| мужчины      | Сюй Чао      |                |              |                         |                          |                         |                          |                         |                         |                          |       |
| женщины      | Гун Цзиньцзе |                |              |                         |                          |                         |                          |                         |                         |                          |       |
| женщины      | Чжун Тяньши  |                |              |                         |                          |                         |                          |                         |                         |                          |       |

Командный спринт
| Соревнование | Спортсмены               | Квалификация   | Квалификация | Полуфинал               | Полуфинал | Финал                   | Место |
| Соревнование | Спортсмены               | Время Скорость | Место        | Соперник Время Скорость | Место     | Соперник Время Скорость | Место |
| ------------ | ------------------------ | -------------- | ------------ | ----------------------- | --------- | ----------------------- | ----- |
| женщины      | Гун Цзиньцзе Чжун Тяньши |                |              |                         |           |                         |       |

Кейрин
| Соревнование | Спортсмены   | Первый раунд | Первый раунд | Утешительный заезд | Утешительный заезд | Второй раунд | Второй раунд | Финал | Итоговое место |
| Соревнование | Спортсмены   | Заезд        | Место        | Заезд              | Место              | Заезд        | Место        | Место | Итоговое место |
| ------------ | ------------ | ------------ | ------------ | ------------------ | ------------------ | ------------ | ------------ | ----- | -------------- |
| женщины      | Гун Цзиньцзе |              |              |                    |                    |              |              |       |                |
| женщины      | Чжун Тяньши  |              |              |                    |                    |              |              |       |                |

Омниум
| Соревнование | Спортсмены | Круг с хода | Круг с хода | Гонка по очкам | Гонка по очкам | Гонка с выбыванием | Гонка преследования | Гонка преследования | Скретч | Гит с места | Гит с места | Сумма очков | Итоговое место |
| Соревнование | Спортсмены | Время       | Место       | Очки           | Место          | Место              | Время               | Место               | Место  | Время       | Место       | Сумма очков | Итоговое место |
| ------------ | ---------- | ----------- | ----------- | -------------- | -------------- | ------------------ | ------------------- | ------------------- | ------ | ----------- | ----------- | ----------- | -------------- |
| женщины      | Луо Сяолин |             |             |                |                |                    |                     |                     |        |             |             |             |                |

#### Маунтинбайк
Мужчины
| Соревнование | Спортсмены | Время | Место | Отставание |
| ------------ | ---------- | ----- | ----- | ---------- |
| кросс-кантри | Ван Чжэнь  |       |       |            |

Женщины
| Соревнование | Спортсмены | Время | Место | Отставание |
| ------------ | ---------- | ----- | ----- | ---------- |
| кросс-кантри | Яо Пин     |       |       |            |

### Водные виды спорта

#### Водное поло

##### Женщины
Женская сборная Китая отобралась на Игры, одержав победу в двухматчевом противостоянии против сборной Японии в рамках азиатской квалификации.
Состав
Результаты
Групповой этап (Группа B)
| Место | Команда | И | В | Н | П | ГЗ | ГП | +/- | Очки |
| ----- | ------- | - | - | - | - | -- | -- | --- | ---- |
| 1     | США     | 3 | 3 | 0 | 0 | 34 | 14 | +20 | 6    |
| 2     | Испания | 3 | 2 | 0 | 1 | 27 | 29 | -2  | 4    |
| 3     | Венгрия | 3 | 1 | 0 | 2 | 29 | 33 | -4  | 2    |
| 4     | Китай   | 3 | 0 | 0 | 3 | 23 | 37 | -14 | 0    |

| 9 августа 2016 09:00 UTC-3 | Протокол | Китай                                 | 11:13 | Венгрия         | Водный центр имени Марии Ленк Судьи: Ненад Периш Георгиос Ставридис |
| 9 августа 2016 09:00 UTC-3 | Протокол | Счёт по четвертям: 2:2, 4:4, 3:6, 2:1 |       |                 | Водный центр имени Марии Ленк Судьи: Ненад Периш Георгиос Ставридис |
| 9 августа 2016 09:00 UTC-3 | Протокол | Ма Хуаньхуань, Ню Гуаньнань — 3       | Голы  | 4 — Дора Цигань | Водный центр имени Марии Ленк Судьи: Ненад Периш Георгиос Ставридис |

| 11 августа 2016 | Китай | ' | ' | Водный центр имени Марии Ленк |

| 13 августа 2016 | Китай | ' | ' | Водный центр имени Марии Ленк |

1/4 финала
| 15 августа 2016 | Китай | ' | ' | Водный центр имени Марии Ленк |

Итог:

#### Плавание
В следующий раунд на каждой дистанции проходят спортсмены, показавшие лучший результат, независимо от места, занятого в своём заплыве.
Мужчины
| Дистанция                        | Спортсмены                                   | Предварительный раунд | Предварительный раунд | Предварительный раунд | Полуфинал             | Полуфинал             | Полуфинал             | Финал                 | Финал                 |
| Дистанция                        | Спортсмены                                   | Заплыв                | Результат             | Место                 | Заплыв                | Результат             | Место                 | Результат             | Место                 |
| -------------------------------- | -------------------------------------------- | --------------------- | --------------------- | --------------------- | --------------------- | --------------------- | --------------------- | --------------------- | --------------------- |
| 50 метров вольным стилем         | Нин Цзэтао                                   |                       |                       |                       |                       |                       |                       |                       |                       |
| 50 метров вольным стилем         | Юй Хэсинь                                    |                       |                       |                       |                       |                       |                       |                       |                       |
| 100 метров вольным стилем        | Нин Цзэтао                                   | 6                     | 48,57                 | 14 Q                  | 1                     | 48,37                 | 12                    | завершил выступление  | завершил выступление  |
| 100 метров вольным стилем        | Юй Хэсинь                                    | 6                     | 48,87                 | 25                    | завершил выступление  | завершил выступление  | завершил выступление  | завершил выступление  | завершил выступление  |
| 200 метров вольным стилем        | Сунь Ян                                      | 5                     | 1:45,75               | 1 Q                   | 2                     | 1:44,63               | 1 Q                   | 1:44,65               | 1                     |
| 200 метров вольным стилем        | Шань Кэюань                                  | 2                     | 1:48,46               | 32                    | завершил выступление  | завершил выступление  | завершил выступление  | завершил выступление  | завершил выступление  |
| 400 метров вольным стилем        | Сунь Ян                                      | 6                     | 3:44,23               | 4 Q                   | не проводится         | не проводится         | не проводится         | 3:41,68               | 2                     |
| 400 метров вольным стилем        | Цю Цзыао                                     | 5                     | 3:49,45               | 26                    | не проводится         | не проводится         | не проводится         | завершил выступление  | завершил выступление  |
| 1500 метров вольным стилем       | Сунь Ян                                      |                       |                       |                       | не проводится         | не проводится         | не проводится         |                       |                       |
| 1500 метров вольным стилем       | Цю Цзыао                                     |                       |                       |                       | не проводится         | не проводится         | не проводится         |                       |                       |
| 100 метров баттерфляем           | Ли Чжухао                                    |                       |                       |                       |                       |                       |                       |                       |                       |
| 100 метров баттерфляем           | Чжан Цибинь                                  |                       |                       |                       |                       |                       |                       |                       |                       |
| 200 метров баттерфляем           | Ли Чжухао                                    | 2                     | 1:56,72               | 16 Q                  | 1                     | 1:57,62               | 16                    | завершил выступление  | завершил выступление  |
| 200 метров баттерфляем           | У Юйхан                                      | 3                     | 1:59,04               | 27                    | завершил выступление  | завершил выступление  | завершил выступление  | завершил выступление  | завершил выступление  |
| 100 метров на спине              | Сюй Цзяюй                                    | 2                     | 53,01                 | 2 Q                   | 1                     | 52,73                 | 5 Q                   | 52,31                 | 2                     |
| 100 метров на спине              | Ли Гуанюань                                  | 3                     | 54,36                 | 21                    | завершил выступление  | завершил выступление  | завершил выступление  | завершил выступление  | завершил выступление  |
| 200 метров на спине              | Сюй Цзяюй                                    | 2                     | 1:55,51               | 2 Q                   |                       |                       |                       |                       |                       |
| 200 метров на спине              | Ли Гуанюань                                  | 3                     | 1:56,85               | 11 Q                  |                       |                       |                       |                       |                       |
| 100 метров брассом               | Ли Сян                                       | 6                     | 59,55                 | 11 Q                  | 2                     | 1:00,25               | 13                    | завершил выступление  | завершил выступление  |
| 100 метров брассом               | Янь Цзыбэй                                   | 6                     | 1:00,88               | 27                    | завершил выступление  | завершил выступление  | завершил выступление  | завершил выступление  | завершил выступление  |
| 200 метров брассом               | Мао Фэйлянь                                  | 3                     | 2:09,80               | 9 Q                   | 2                     | 2:09,64               | 9                     | завершил выступление  | завершил выступление  |
| 200 метров брассом               | Ли Сян                                       | 3                     | 2:10,17               | 13 Q                  | 2                     | 2:10,92               | 12                    | завершил выступление  | завершил выступление  |
| 200 метров комплексным плаванием | Ван Шунь                                     | 3                     | 1:58,98               | 8 Q                   |                       |                       |                       |                       |                       |
| 200 метров комплексным плаванием | Ху Исюань                                    | 1                     | 2:00,70               | 22                    | завершил выступление  | завершил выступление  | завершил выступление  | завершил выступление  | завершил выступление  |
| 400 метров комплексным плаванием | Ван Шунь                                     | 3                     | 4:14,46               | 10                    | не проводится         | не проводится         | не проводится         | завершил выступление  | завершил выступление  |
| Эстафета                         | Предварительный раунд                        | Предварительный раунд | Предварительный раунд | Предварительный раунд | Финал                 | Финал                 | Финал                 | Финал                 | Финал                 |
| Эстафета                         | Состав                                       | Заплыв                | Результат             | Место                 | Состав                | Состав                | Состав                | Результат             | Место                 |
| 4×100 метров вольным стилем      | Хэ Цзяньбинь Линь Юнцин Нин Цзэтао Юй Хэсинь | 2                     | DSQ                   | —                     | завершили выступление | завершили выступление | завершили выступление | завершили выступление | завершили выступление |
| 4×100 метров комбинированная     |                                              |                       |                       |                       |                       |                       |                       |                       |                       |

Открытая вода
| Дистанция     | Спортсмены  | Результат | Место | Отставание |
| ------------- | ----------- | --------- | ----- | ---------- |
| 10 километров | Цзу Лицзюнь |           |       |            |

Женщины
| Дистанция                        | Спортсмены                                                           | Предварительный раунд | Предварительный раунд | Предварительный раунд | Полуфинал             | Полуфинал             | Полуфинал             | Финал                 | Финал                 |
| Дистанция                        | Спортсмены                                                           | Заплыв                | Результат             | Место                 | Заплыв                | Результат             | Место                 | Результат             | Место                 |
| -------------------------------- | -------------------------------------------------------------------- | --------------------- | --------------------- | --------------------- | --------------------- | --------------------- | --------------------- | --------------------- | --------------------- |
| 50 метров вольным стилем         | Лю Сян                                                               |                       |                       |                       |                       |                       |                       |                       |                       |
| 50 метров вольным стилем         | Чэнь Синьи                                                           |                       |                       |                       |                       |                       |                       |                       |                       |
| 100 метров вольным стилем        | Чжу Мэнхуэй                                                          | 6                     | 54,15                 | 11 Q                  |                       |                       |                       |                       |                       |
| 100 метров вольным стилем        | Шэнь До                                                              | 4                     | 54,41                 | 17                    | завершила выступление | завершила выступление | завершила выступление | завершила выступление | завершила выступление |
| 200 метров вольным стилем        | Шэнь До                                                              | 6                     | 1:56,52               | 6 Q                   | 1                     | 1:56,03               | 4 Q                   | 1:55,25               | 5                     |
| 200 метров вольным стилем        | Ай Яньхань                                                           | 4                     | 1:56,77               | 8 Q                   | 1                     | 1:57,41               | 11                    | завершила выступление | завершила выступление |
| 400 метров вольным стилем        | Чжан Юхань                                                           | 2                     | 4:06,30               | 9                     | не проводится         | не проводится         | не проводится         | завершила выступление | завершила выступление |
| 400 метров вольным стилем        | Цао Юэ                                                               | 3                     | 4:19,57               | 28                    | не проводится         | не проводится         | не проводится         | завершила выступление | завершила выступление |
| 800 метров вольным стилем        | Ху Явэнь                                                             |                       |                       |                       | не проводится         | не проводится         | не проводится         |                       |                       |
| 800 метров вольным стилем        | Чжан Юхань                                                           |                       |                       |                       | не проводится         | не проводится         | не проводится         |                       |                       |
| 100 метров баттерфляем           | Лу Ин                                                                | 6                     | 57,08                 | 5 Q                   | 2                     | 57,15                 | 6 Q                   | 56,76                 | 4                     |
| 100 метров баттерфляем           | Чэнь Синьи                                                           | DSQ                   | DSQ                   | DSQ                   | DSQ                   | DSQ                   | DSQ                   | DSQ                   | DSQ                   |
| 200 метров баттерфляем           | Чжан Юйфэй                                                           | 2                     | 2:07,55               | 8 Q                   | 1                     | 2:06,95               | 5 Q                   |                       |                       |
| 200 метров баттерфляем           | Чжоу Илинь                                                           | 4                     | 2:08,21               | 12 Q                  | 1                     | 2:06,52               | 3 Q                   |                       |                       |
| 100 метров на спине              | Фу Юаньхуэй                                                          | 4                     | 1:00,02               | 9 Q                   | 2                     | 58,95                 | 3 Q                   | 58,76                 | 3                     |
| 100 метров на спине              | Ван Сюээр                                                            | 4                     | 1:00,59               | 14 Q                  | 1                     | 1:01,44               | 16                    | завершила выступление | завершила выступление |
| 200 метров на спине              | Чэнь Цзе                                                             |                       |                       |                       |                       |                       |                       |                       |                       |
| 200 метров на спине              | Лю Ясинь                                                             |                       |                       |                       |                       |                       |                       |                       |                       |
| 100 метров брассом               | Ши Цзинлинь                                                          | 6                     | 1:06,55               | 5 Q                   | 2                     | 1:06,31               | 3 Q                   | 1:06,37               | 4                     |
| 100 метров брассом               | Чжан Синьюй                                                          | 6                     | 1:07,59               | 22                    | завершила выступление | завершила выступление | завершила выступление | завершила выступление | завершила выступление |
| 200 метров брассом               | Ши Цзинлинь                                                          | 4                     | 2:24,33               | 9 Q                   |                       |                       |                       |                       |                       |
| 200 метров брассом               | Юй Цзинъяо                                                           | 4                     | 2:28,65               | 24                    | завершила выступление | завершила выступление | завершила выступление | завершила выступление | завершила выступление |
| 200 метров комплексным плаванием | Е Шивэнь                                                             | 3                     | 2:10,56               | 7 Q                   | 2                     | 2:09,33               | 4 Q                   | 2:13,56               | 8                     |
| 200 метров комплексным плаванием | Чжоу Минь                                                            | 4                     | 2:14,81               | 23                    | завершила выступление | завершила выступление | завершила выступление | завершила выступление | завершила выступление |
| 400 метров комплексным плаванием | Е Шивэнь                                                             | 4                     | 4:45,86               | 27                    | не проводится         | не проводится         | не проводится         | завершила выступление | завершила выступление |
| 400 метров комплексным плаванием | Чжоу Минь                                                            | 4                     | 4:50,38               | 32                    | не проводится         | не проводится         | не проводится         | завершила выступление | завершила выступление |
| Эстафета                         | Предварительный раунд                                                | Предварительный раунд | Предварительный раунд | Предварительный раунд | Финал                 | Финал                 | Финал                 | Финал                 | Финал                 |
| Эстафета                         | Состав                                                               | Заплыв                | Результат             | Место                 | Состав                | Состав                | Состав                | Результат             | Место                 |
| 4×100 метров вольным стилем      | Чжу Мэнхуэй (54,06) Сун Мэйчэн (54,79) Тан И (54,56) Шэнь До (53,84) | 1                     | 3:37,25               | 9                     | завершили выступление | завершили выступление | завершили выступление | завершили выступление | завершили выступление |
| 4×200 метров вольным стилем      | Ай Яньхань Чжан Юйхань Дун Цзе Ван Шицзя                             | 2                     | 7:49,58               | 3 Q                   |                       |                       |                       |                       |                       |
| 4×100 метров комбинированная     |                                                                      |                       |                       |                       |                       |                       |                       |                       |                       |

Открытая вода
| Дистанция     | Спортсмены | Результат | Место | Отставание |
| ------------- | ---------- | --------- | ----- | ---------- |
| 10 километров | Синь Синь  |           |       |            |

#### Прыжки в воду
Мужчины
После успеха в синхронных прыжках Чэнь Айсэнь одержал ещё одну победу, став первым в личном зачёте на десятиметровой вышке. По итогам 6 прыжков Чэнь набрал 585,30 баллов, опередив занявшего второе место мексиканца Хермана Санчеса более чем на 50 баллов. Китайский прыгун впервые с 2004 года смог выиграть соревнования в индивидуальных прыжках с вышки. 
| Соревнование                 | Спортсмены          | Предварительный раунд | Предварительный раунд | Полуфинал     | Полуфинал     | Финал     | Финал |
| Соревнование                 | Спортсмены          | Результат             | Место                 | Результат     | Место         | Результат | Место |
| ---------------------------- | ------------------- | --------------------- | --------------------- | ------------- | ------------- | --------- | ----- |
| трамплин, 3 метра            | Цао Юань            |                       |                       |               |               |           |       |
| трамплин, 3 метра            | Хэ Чао              |                       |                       |               |               |           |       |
| вышка, 10 метров             | Чэнь Айсэнь         | 545,35                | 3 Q                   | 559,90        | 1 Q           | 585,30    | 1     |
| вышка, 10 метров             | Цю Бо               |                       |                       |               |               |           |       |
| синхронный трамплин, 3 метра | Цао Юань Цинь Кай   | не проводится         | не проводится         | не проводится | не проводится | 443,70    | 3     |
| синхронная вышка, 10 метров  | Линь Юэ Чэнь Айсэнь | не проводится         | не проводится         | не проводится | не проводится | 496,98    | 1     |

Женщины
После успеха в синхронных прыжках Ши Тинмао одержала ещё одну победу, став первой в личном зачёте на трёхметровом трамплине. По итогам 5 прыжков Ши набрала 406,05 баллов, опередив занявшую второе место соотечественницу Хэ Цзы почти на 20 баллов. Для Хэ Цзы эта медаль стала уже третьей олимпийской наградой. На Играх в Лондоне китайская прыгунья стала чемпионкой в синхронных прыжках, а также второй в индивидуальных прыжках с трёхметрового трамплина. Победа Ши Тинмао стала восьмой подряд для китайских прыгуний в воду в рамках индивидуальных прыжков с трёхметрового трамплина на Олимпийских играх. Тем самым китайские спортсменки повторили достижение американских прыгуний, которые первенствовали на Играх в период с 1920 по 1956 год. Последний раз спортсмены из других стран побеждали на трёхметровом трамплине в 1984 году, когда чемпионкой стала канадка Сильвия Бернье.
| Соревнование                 | Спортсмены            | Предварительный раунд | Предварительный раунд | Полуфинал     | Полуфинал     | Финал     | Финал |
| Соревнование                 | Спортсмены            | Результат             | Место                 | Результат     | Место         | Результат | Место |
| ---------------------------- | --------------------- | --------------------- | --------------------- | ------------- | ------------- | --------- | ----- |
| трамплин, 3 метра            | Ши Тинмао             | 357,55                | 3 Q                   | 385,00        | 1 Q           | 406,05    | 1     |
| трамплин, 3 метра            | Хэ Цзы                | 367,05                | 2 Q                   | 364,05        | 2 Q           | 387,90    | 2     |
| вышка, 10 метров             | Жэнь Си               |                       |                       |               |               |           |       |
| вышка, 10 метров             | Сы Яцзе               |                       |                       |               |               |           |       |
| синхронный трамплин, 3 метра | У Минься Ши Тинмао    | не проводится         | не проводится         | не проводится | не проводится | 345,60    | 1     |
| синхронная вышка, 10 метров  | Чэнь Жолинь Лю Хуэйся | не проводится         | не проводится         | не проводится | не проводится | 354,00    | 1     |

#### Синхронное плавание
По итогам квалификационного раунда в соревнованиях дуэтов в финал проходят 12 сильнейших сборных. В финале синхронистки исполняют только произвольную программу. Итоговая сумма складывается из результатов финальной произвольной программы и баллов, полученных дуэтами за техническую программу, исполненную в квалификационном раунде.
| Соревнование | Спортсмены                                                                                   | Квалификация          | Квалификация          | Квалификация           | Квалификация           | Квалификация  | Квалификация  | Финал                  | Финал                  | Итоговый результат | Итоговый результат |
| Соревнование | Спортсмены                                                                                   | Техническая программа | Техническая программа | Произвольная программа | Произвольная программа | Всего         | Всего         | Произвольная программа | Произвольная программа | Итоговый результат | Итоговый результат |
| Соревнование | Спортсмены                                                                                   | Баллы                 | Место                 | Баллы                  | Место                  | Баллы         | Место         | Баллы                  | Место                  | Баллы              | Место              |
| ------------ | -------------------------------------------------------------------------------------------- | --------------------- | --------------------- | ---------------------- | ---------------------- | ------------- | ------------- | ---------------------- | ---------------------- | ------------------ | ------------------ |
| дуэты        | Хуан Сюэчэнь Сунь Вэньянь                                                                    | 95,3688               | 2                     | 96,0667                | 2                      | 191,4355      | 2             | 95,3688                | 97,0000                | 192,3688           | 2                  |
| группы       | Гу Сяо Гуо Ли Инь Чэнсинь Ли Сяолу Лян Синьпин Сунь Вэньянь Тан Мэнни Хуан Сюэчэнь Цзэн Чжэн | 95,6174               | 2                     | Не проводится          | Не проводится          | Не проводится | Не проводится | 97,3667                | 2                      | 192,9841           | 2                  |

### Волейбол

#### Волейбол

##### Женщины
Женская сборная Китая квалифицировалась на Игры, завоевав золотые медали Кубка мира 2015 года.
Состав команды
| Номер                   | Имя                     | Дата рождения           | Рост, см                | Клуб                    | Игры                    | Очки                    | Очки                    | Очки                    | Всего очков             |
| Номер                   | Имя                     | Дата рождения           | Рост, см                | Клуб                    | Игры                    | Атака                   | Подача                  | Блок                    | Всего очков             |
| Центральные блокирующие | Центральные блокирующие | Центральные блокирующие | Центральные блокирующие | Центральные блокирующие | Центральные блокирующие | Центральные блокирующие | Центральные блокирующие | Центральные блокирующие | Центральные блокирующие |
| ----------------------- | ----------------------- | ----------------------- | ----------------------- | ----------------------- | ----------------------- | ----------------------- | ----------------------- | ----------------------- | ----------------------- |
|                         |                         |                         |                         |                         |                         |                         |                         |                         |                         |
| Связующие               |                         |                         |                         |                         |                         |                         |                         |                         |                         |
|                         |                         |                         |                         |                         |                         |                         |                         |                         |                         |
| Диагональные            |                         |                         |                         |                         |                         |                         |                         |                         |                         |
|                         |                         |                         |                         |                         |                         |                         |                         |                         |                         |
| Доигровщики             |                         |                         |                         |                         |                         |                         |                         |                         |                         |
|                         |                         |                         |                         |                         |                         |                         |                         |                         |                         |
| Либеро                  |                         |                         |                         |                         |                         |                         |                         |                         |                         |
|                         |                         |                         |                         |                         |                         |                         |                         |                         |                         |

| Имя     | Гражданство | Дата рождения   |
| ------- | ----------- | --------------- |
| Лан Пин | Китай       | 10 декабря 1961 |

Результаты
Групповой этап (Группа B)
|                | Матчи | Матчи | Очки | Сеты | Сеты | Сеты  | Мячи | Мячи | Мячи  |
| В              | П     | В     | Очки | П    | В:П  | В     | П    | В:П  |       |
| -------------- | ----- | ----- | ---- | ---- | ---- | ----- | ---- | ---- | ----- |
| 1. США         | 5     | 0     | 14   | 15   | 5    | 3,000 | 470  | 400  | 1,175 |
| 2. Нидерланды  | 4     | 1     | 11   | 14   | 7    | 2,000 | 455  | 425  | 1,070 |
| 3. Сербия      | 3     | 2     | 10   | 12   | 6    | 2,000 | 410  | 394  | 1,041 |
| 4. Китай       | 2     | 3     | 7    | 9    | 9    | 1,000 | 398  | 389  | 1,023 |
| 5. Италия      | 1     | 4     | 3    | 4    | 12   | 0,333 | 351  | 374  | 0,939 |
| 6. Пуэрто-Рико | 0     | 5     | 0    | 0    | 15   | 0,000 | 277  | 379  | 0,731 |

| 6 августа 2016 11:35 UTC-3 |

| Китай                                        | 2:3  | Нидерланды         |
| (23:25, 25:21, 25:18, 22:25, 13:15) Протокол |      |                    |
| Чжу Тин 24                                   | Очки | 26 Лоннеке Слютьес |

| Мараканазинью, Рио-де-Жанейро Зрителей: 6410 Судьи: Сусана Родригес, Пауло Турки |

| 8 августа 2016 09:30 UTC-3 |

| Китай                          | 3:0  | Италия         |
| (25:21, 25:11, 25:16) Протокол |      |                |
| Чжу Тин, Сюй Юньли по 12       | Очки | 22 Паола Эгону |

| Мараканазинью, Рио-де-Жанейро Зрителей: 4804 Судьи: Патрисия Рольф, Пауло Турки |

| 10 августа 2016 09:30 UTC-3 |

| Китай                          | 3:0  | Пуэрто-Рико  |
| (25:20, 25:17, 25:18) Протокол |      |              |
| Чжу Тин 20                     | Очки | 9 Аурея Крус |

| Мараканазинью, Рио-де-Жанейро Зрителей: 4386 Судьи: Хайки Крафт, Кан Чжу Хи |

#### Пляжный волейбол
Женщины
| Соревнование | Спортсмены       | Групповой этап                                      | Групповой этап                               | Групповой этап                           | Групповой этап | 1/8 финала     | Четвертьфинал  | Полуфинал      | Финал          | Место |
| Соревнование | Спортсмены       | Соперники Счёт                                      | Соперники Счёт                               | Соперники Счёт                           | Место          | Соперники Счёт | Соперники Счёт | Соперники Счёт | Соперники Счёт | Место |
| ------------ | ---------------- | --------------------------------------------------- | -------------------------------------------- | ---------------------------------------- | -------------- | -------------- | -------------- | -------------- | -------------- | ----- |
| женщины      | Ван Фань Юэ Юань | Группа C                                            | Группа C                                     | Группа C                                 | Группа C       |                |                |                |                |       |
| женщины      | Ван Фань Юэ Юань | SUIИ. Форрер / А. Верже-Депре В 24:22, 18:21, 15:12 | USAЭ. Росс / К. Уолш Дженнингс П 16:21, 9:21 | AUSМ. Фе Артачо / Н. Лэрд В 21:16, 21:11 | 2 Q            |                |                |                |                |       |

### Гимнастика

#### Спортивная гимнастика
В квалификационном раунде проходил отбор, как в финал командного многоборья, так и в финалы личных дисциплин. В финал индивидуального многоборья отбиралось 24 спортсмена с наивысшими результатами, а в финалы отдельных упражнений по 8 спортсменов, причём в финале личных дисциплин страна не могла быть представлена более, чем 2 спортсменами. В командном многоборье в квалификации на каждом снаряде выступали по 4 спортсмена, а в зачёт шли три лучших результата. В финале командных соревнований на каждом снаряде выступало по три спортсмена и все три результата шли в зачёт.
Мужчины
Многоборья
| Соревнование         | Спортсмены   | Квалификация        | Квалификация | Квалификация | Квалификация   | Квалификация        | Квалификация | Квалификация | Квалификация | Финал               | Финал  | Финал  | Финал          | Финал               | Финал       | Финал   | Финал |
| Соревнование         | Спортсмены   | Вольные выступления | Конь         | Кольца       | Опорный прыжок | Параллельные брусья | Перекладина  | Всего        | Место        | Вольные выступления | Конь   | Кольца | Опорный прыжок | Параллельные брусья | Перекладина | Всего   | Место |
| -------------------- | ------------ | ------------------- | ------------ | ------------ | -------------- | ------------------- | ------------ | ------------ | ------------ | ------------------- | ------ | ------ | -------------- | ------------------- | ----------- | ------- | ----- |
| личное многоборье    | Линь Чаопань | 13,666              | 15,033       | 14,133       | 15,233         | 15,700              | 14,866       | 88,631       | 10 Q         | 14,866              | 14,833 | 14,733 | 14,966         | 15,666              | 15,166      | 90,230  | 5     |
| личное многоборье    | Дэн Шуди     | 15,033              | 14,866       | 14,300       | 15,300         | 15,800              | 14,366       | 89,665       | 4 Q          | 14,966              | 14,533 | 14,433 | 15,266         | 15,966              | 14,966      | 90,130  | 6     |
| командное многоборье | Дэн Шуди     | 15,033              | 14,866       | 14,300       | 15,300         | 15,800              | 14,366       |              |              | 13,833              | 14,958 | 14,600 | 15,200         | 15,800              | 14,400      |         |       |
| командное многоборье | Линь Чаопань | 13,666              | 15,033       | 14,133       | 15,233         | 15,700              | 14,866       |              |              | 14,833              | 14,900 |        | 14,400         | 15,900              | 15,000      |         |       |
| командное многоборье | Лю Ян        | 12,933              |              | 15,900       | 14,683         |                     |              |              |              |                     |        | 15,833 |                |                     |             |         |       |
| командное многоборье | Чжан Чэнлун  | 14,900              |              |              | 14,933         | 15,166              | 13,966       |              |              | 15,133              |        |        | 15,400         |                     | 15,566      |         |       |
| командное многоборье | Ю Хао        |                     | 14,966       | 15,800       |                | 15,733              | 14,066       |              |              |                     | 14,400 | 14,800 |                | 16,166              |             |         |       |
| командное многоборье | всего        | 43,599              | 44,865       | 46,000       | 45,466         | 47,233              | 43,298       | 270,461      | 1 Q          | 43,799              | 44,258 | 45,233 | 45,000         | 47,866              | 44,966      | 271,122 | 3     |

Индивидуальные упражнения
| Соревнование        | Спортсмены   | Квалификация | Квалификация | Финал                | Финал                |
| Соревнование        | Спортсмены   | Очки         | Место        | Очки                 | Место                |
| ------------------- | ------------ | ------------ | ------------ | -------------------- | -------------------- |
| вольные упражнения  | Дэн Шуди     | 15,033       | 17           | завершил выступление | завершил выступление |
| вольные упражнения  | Чжан Чэнлун  | 14,900       | 21           | завершил выступление | завершил выступление |
| вольные упражнения  | Линь Чаопань | 13,666       | 56           | завершил выступление | завершил выступление |
| вольные упражнения  | Лю Ян        | 12,933       | 65           | завершил выступление | завершил выступление |
| конь                | Линь Чаопань | 15,033       | 11           | завершил выступление | завершил выступление |
| конь                | Ю Хао        | 14,966       | 15           | завершил выступление | завершил выступление |
| конь                | Дэн Шуди     | 14,866       | 16           | завершил выступление | завершил выступление |
| кольца              | Лю Ян        | 15,900       | 1 Q          |                      |                      |
| кольца              | Ю Хао        | 15,800       | 3 Q          |                      |                      |
| кольца              | Дэн Шуди     | 14,300       | 34           | завершил выступление | завершил выступление |
| кольца              | Линь Чаопань | 14,133       | 44           | завершил выступление | завершил выступление |
| параллельные брусья | Дэн Шуди     | 15,800       | 3 Q          |                      |                      |
| параллельные брусья | Ю Хао        | 15,733       | 5 Q          |                      |                      |
| параллельные брусья | Линь Чаопань | 15,700       | 6            | завершил выступление | завершил выступление |
| параллельные брусья | Чжан Чэнлун  | 15,166       | 22           | завершил выступление | завершил выступление |
| перекладина         | Линь Чаопань | 14,866       | 14           | завершил выступление | завершил выступление |
| перекладина         | Дэн Шуди     | 14,366       | 32           | завершил выступление | завершил выступление |
| перекладина         | Ю Хао        | 14,066       | 41           | завершил выступление | завершил выступление |
| перекладина         | Чжан Чэнлун  | 13,966       | 47           | завершил выступление | завершил выступление |

Женщины
Многоборья
| Соревнование         | Спортсмены   | Квалификация   | Квалификация        | Квалификация | Квалификация       | Квалификация | Квалификация | Финал          | Финал               | Финал  | Финал              | Финал   | Финал |
| Соревнование         | Спортсмены   | Опорный прыжок | Разновысокие брусья | Бревно       | Вольные упражнения | Всего        | Место        | Опорный прыжок | Разновысокие брусья | Бревно | Вольные упражнения | Всего   | Место |
| -------------------- | ------------ | -------------- | ------------------- | ------------ | ------------------ | ------------ | ------------ | -------------- | ------------------- | ------ | ------------------ | ------- | ----- |
| личное многоборье    | Ван Янь      | 14,933         | 13,900              | 14,100       | 14,666             | 57,599       | 7 Q          |                |                     |        |                    |         |       |
| личное многоборье    | Шан Чуньсун  | 12,766         | 15,300              | 14,366       | 14,100             | 56,532       | 20 Q         |                |                     |        |                    |         |       |
| командное многоборье | Ван Янь      | 14,933         | 13,900              | 14,100       | 14,666             |              |              | 14,733         |                     | 14,466 | 14,733             |         |       |
| командное многоборье | Мао И        | 14,816         |                     |              | 11,700             |              |              | 14,833         |                     |        | 12,633             |         |       |
| командное многоборье | Тань Цзясинь | 14,766         | 14,600              |              |                    |              |              | 14,766         | 14,941              |        |                    |         |       |
| командное многоборье | Фань Илинь   |                | 15,266              | 14,866       | 13,500             |              |              |                | 15,733              | 15,066 |                    |         |       |
| командное многоборье | Шан Чуньсун  | 12,766         | 15,300              | 14,366       | 14,100             |              |              |                | 14,333              | 15,066 | 14,700             |         |       |
| командное многоборье | всего        | 44,515         | 45,166              | 43,332       | 42,266             | 175,279      | 2 Q          | 44,332         | 45,007              | 44,598 | 42,066             | 176,003 | 3     |

Индивидуальные упражнения
| Соревнование        | Спортсмены   | Квалификация | Квалификация | Финал                 | Финал                 |
| Соревнование        | Спортсмены   | Очки         | Место        | Очки                  | Место                 |
| ------------------- | ------------ | ------------ | ------------ | --------------------- | --------------------- |
| опорный прыжок      | Ван Янь      | 14,949       | 7 Q          |                       |                       |
| разновысокие брусья | Шан Чуньсун  | 15,300       | 8 Q          |                       |                       |
| разновысокие брусья | Фань Илинь   | 15,266       | 9            | завершила выступление | завершила выступление |
| разновысокие брусья | Тань Цзясинь | 14,600       | 28           | завершила выступление | завершила выступление |
| разновысокие брусья | Ван Янь      | 13,900       | 44           | завершила выступление | завершила выступление |
| бревно              | Фань Илинь   | 14,866       | 6 Q          |                       |                       |
| бревно              | Шан Чуньсун  | 14,366       | 17           | завершила выступление | завершила выступление |
| бревно              | Ван Янь      | 14,100       | 26           | завершила выступление | завершила выступление |
| вольные упражнения  | Ван Янь      | 14,666       | 6 Q          |                       |                       |
| вольные упражнения  | Шан Чуньсун  | 14,100       | 16           | завершила выступление | завершила выступление |
| вольные упражнения  | Фань Илинь   | 13,500       | 40           | завершила выступление | завершила выступление |
| вольные упражнения  | Мао И        | 11,700       | 78           | завершила выступление | завершила выступление |

#### Художественная гимнастика
Женщины
| Соревнование              | Спортсмены | Квалификация | Квалификация | Финал | Финал |
| Соревнование              | Спортсмены | Очки         | Место        | Очки  | Место |
| ------------------------- | ---------- | ------------ | ------------ | ----- | ----- |
| индивидуальное многоборье | Шан Жун    |              |              |       |       |
| групповое многоборье      |            |              |              |       |       |

#### Прыжки на батуте
Мужчины
| Соревнование      | Спортсмены | Квалификация | Квалификация | Финал | Финал |
| Соревнование      | Спортсмены | Очки         | Место        | Очки  | Место |
| ----------------- | ---------- | ------------ | ------------ | ----- | ----- |
| личное первенство |            |              |              |       |       |
|                   |            |              |              |       |       |

Женщины
| Соревнование      | Спортсмены | Квалификация | Квалификация | Финал  | Финал |
| Соревнование      | Спортсмены | Очки         | Место        | Очки   | Место |
| ----------------- | ---------- | ------------ | ------------ | ------ | ----- |
| личное первенство | Ли Дань    | 104,075      | 2 Q          | 55,885 | 3     |
| личное первенство |            |              |              |        |       |

### Гольф
Последний раз соревнования по гольфу в рамках Олимпийских игр проходили в 1904 году. Соревнования гольфистов пройдут на 18-луночном поле, со счётом 72 пар. Каждый участник пройдёт все 18 лунок по 4 раза.
Мужчины
| Соревнование | Спортсмены | Первый раунд | Первый раунд | Второй раунд | Второй раунд | Третий раунд | Третий раунд | Четвёртый раунд | Четвёртый раунд | Итоговый результат | Итоговое место |
| Соревнование | Спортсмены | Очки         | Место        | Очки         | Место        | Очки         | Место        | Очки            | Место           | Итоговый результат | Итоговое место |
| ------------ | ---------- | ------------ | ------------ | ------------ | ------------ | ------------ | ------------ | --------------- | --------------- | ------------------ | -------------- |
| мужчины      | У Асхунь   |              |              |              |              |              |              |                 |                 |                    |                |
| мужчины      | Ли Хаотун  |              |              |              |              |              |              |                 |                 |                    |                |

Женщины
| Соревнование | Спортсмены   | Первый раунд | Первый раунд | Второй раунд | Второй раунд | Третий раунд | Третий раунд | Четвёртый раунд | Четвёртый раунд | Итоговый результат | Итоговое место |
| Соревнование | Спортсмены   | Очки         | Место        | Очки         | Место        | Очки         | Место        | Очки            | Место           | Итоговый результат | Итоговое место |
| ------------ | ------------ | ------------ | ------------ | ------------ | ------------ | ------------ | ------------ | --------------- | --------------- | ------------------ | -------------- |
| женщины      | Фэн Шаньшань |              |              |              |              |              |              |                 |                 |                    |                |
| женщины      | Си Юйлинь    |              |              |              |              |              |              |                 |                 |                    |                |

### Гребля на байдарках и каноэ

#### Гребля на гладкой воде
Соревнования по гребле на байдарках и каноэ на гладкой воде проходят в лагуне Родригу-ди-Фрейташ, которая находится на территории города Рио-де-Жанейро. В каждой дисциплине соревнования проходят в три этапа: предварительный раунд, полуфинал и финал.
Мужчины
| Соревнование               | Спортсмены | Предварительный раунд | Предварительный раунд | Предварительный раунд | Полуфинал | Полуфинал | Полуфинал | Финал | Финал | Итоговое место |
| Соревнование               | Спортсмены | Заплыв                | Время                 | Место                 | Заплыв    | Время     | Место     | Время | Место | Итоговое место |
| -------------------------- | ---------- | --------------------- | --------------------- | --------------------- | --------- | --------- | --------- | ----- | ----- | -------------- |
| каноэ-одиночки, 200 метров | Ли Цян     |                       |                       |                       |           |           |           |       |       |                |

Женщины
| Соревнование                  | Спортсмены                            | Предварительный раунд | Предварительный раунд | Предварительный раунд | Полуфинал | Полуфинал | Полуфинал | Финал | Финал | Итоговое место |
| Соревнование                  | Спортсмены                            | Заплыв                | Время                 | Место                 | Заплыв    | Время     | Место     | Время | Место | Итоговое место |
| ----------------------------- | ------------------------------------- | --------------------- | --------------------- | --------------------- | --------- | --------- | --------- | ----- | ----- | -------------- |
| байдарки-одиночки, 200 метров | Чжоу Юй                               |                       |                       |                       |           |           |           |       |       |                |
| байдарки-одиночки, 500 метров | Чжоу Юй                               |                       |                       |                       |           |           |           |       |       |                |
| байдарки-двойки, 500 метров   | Жэнь Вэньцзюнь Ма Цин                 |                       |                       |                       |           |           |           |       |       |                |
| байдарки-четвёрки, 500 метров | Жэнь Вэньцзюнь Ма Цин Ли Юэ Лю Хайпин |                       |                       |                       |           |           |           |       |       |                |

#### Гребной слалом
Квалификационный раунд проходил в две попытки. Результат в каждой попытке складывался из времени, затраченного на прохождение трассы и суммы штрафных очков, которые спортсмен получал за неправильное прохождение ворот. Одно штрафное очко равнялось одной секунде. Из 2 попыток выбирался лучший результат, по результатам которого, выявлялись спортсмены с наименьшим количеством очков, которые проходили в следующий раунд. В полуфинале гребцы выполняли по одной попытки. В финал проходили спортсмены с наименьшим результатом.
Мужчины
| Соревнование      | Спортсмены  | Предварительный этап | Предварительный этап | Предварительный этап | Предварительный этап | Предварительный этап | Предварительный этап | Предварительный этап | Полуфинал            | Полуфинал            | Полуфинал            | Полуфинал            | Финал                | Финал                | Финал                | Финал                |
| Соревнование      | Спортсмены  | 1 попытка            | 1 попытка            | 1 попытка            | 2 попытка            | 2 попытка            | 2 попытка            | Место                | Полуфинал            | Полуфинал            | Полуфинал            | Полуфинал            | Финал                | Финал                | Финал                | Финал                |
| Соревнование      | Спортсмены  | Время                | Штраф                | Итог                 | Время                | Штраф                | Итог                 | Место                | Время                | Штраф                | Итог                 | Место                | Время                | Штраф                | Итог                 | Место                |
| ----------------- | ----------- | -------------------- | -------------------- | -------------------- | -------------------- | -------------------- | -------------------- | -------------------- | -------------------- | -------------------- | -------------------- | -------------------- | -------------------- | -------------------- | -------------------- | -------------------- |
| байдарки-одиночки | Тань Я      | 98,62                | 2                    | 100,62               | 97,34                | 4                    | 101,34               | 19                   | завершил выступление | завершил выступление | завершил выступление | завершил выступление | завершил выступление | завершил выступление | завершил выступление | завершил выступление |
| каноэ-одиночки    | Шу Цзяньмин | 106,19               | 4                    | 110,19               | 98,68                | 2                    | 100,68               | 13 Q                 | 108,73               | 0                    | 108,73               | 14                   | завершил выступление | завершил выступление | завершил выступление | завершил выступление |

Женщины
| Соревнование      | Спортсмены | Предварительный этап | Предварительный этап | Предварительный этап | Предварительный этап | Предварительный этап | Предварительный этап | Предварительный этап | Полуфинал | Полуфинал | Полуфинал | Полуфинал | Финал | Финал | Финал | Финал |
| Соревнование      | Спортсмены | 1 попытка            | 1 попытка            | 1 попытка            | 2 попытка            | 2 попытка            | 2 попытка            | Место                | Полуфинал | Полуфинал | Полуфинал | Полуфинал | Финал | Финал | Финал | Финал |
| Соревнование      | Спортсмены | Время                | Штраф                | Итог                 | Время                | Штраф                | Итог                 | Место                | Время     | Штраф     | Итог      | Место     | Время | Штраф | Итог  | Место |
| ----------------- | ---------- | -------------------- | -------------------- | -------------------- | -------------------- | -------------------- | -------------------- | -------------------- | --------- | --------- | --------- | --------- | ----- | ----- | ----- | ----- |
| байдарки-одиночки | Ли Лу      | 115,63               | 4                    | 119,63               | 103,29               | 4                    | 107,29               | 13 Q                 |           |           |           |           |       |       |       |       |

### Дзюдо
Соревнования по дзюдо проводились по системе с выбыванием. В утешительные раунды попадали спортсмены, проигравшие полуфиналистам турнира. Два спортсмена, одержавших победу в утешительном раунде, в поединке за бронзу сражались с дзюдоистами, проигравшими в полуфинале.
Мужчины
| Категория | Спортсмены       | 1/32 финала        | 1/16 финала             | 1/8 финала              | Четвертьфинал         | Полуфинал              | Финал                       | Место |
| Категория | Спортсмены       | Соперник Результат | Соперник Результат      | Соперник Результат      | Соперник Результат    | Соперник Результат     | Соперник Результат          | Место |
| --------- | ---------------- | ------------------ | ----------------------- | ----------------------- | --------------------- | ---------------------- | --------------------------- | ----- |
| до 66 кг  | Ма Дуаньбинь     | не участвовал      | DJIА. Хуссейн В 110:000 | JPNМ. Эбинума П 000:111 | завершил выступление  | завершил выступление   | завершил выступление        | 9     |
| до 73 кг  | Сай Иньцзиригала | не участвовал      | BRAА. Помбо В 001:000   | RUSД. Ярцев П 000:100   | завершил выступление  | завершил выступление   | завершил выступление        | 9     |
| до 90 кг  | Чэн Сюньчжао     | не участвовал      | GREИ. Илиадис В 100:000 | HUNК. Тот В 100:000     | SWEМ. Нюман В 100:000 | JPNМ. Бейкер П 000:101 | За 3-е место                | 3     |
| до 90 кг  | Чэн Сюньчжао     | не участвовал      | GREИ. Илиадис В 100:000 | HUNК. Тот В 100:000     | SWEМ. Нюман В 100:000 | JPNМ. Бейкер П 000:101 | MGLЛ. Отгонбаатар В 001:000 | 3     |

Женщины
| Категория   | Спортсмены   | 1/16 финала               | 1/8 финала               | Четвертьфинал            | Полуфинал                     | Финал                    | Место |
| Категория   | Спортсмены   | Соперник Результат        | Соперник Результат       | Соперник Результат       | Соперник Результат            | Соперник Результат       | Место |
| ----------- | ------------ | ------------------------- | ------------------------ | ------------------------ | ----------------------------- | ------------------------ | ----- |
| до 52 кг    | Ма Иннань    | не участвовала            | PORЖ. Рамуш В 100:000    | BRAЭ. Миранда В 010:000  | ITAО. Джуффрида П 000s1:000s0 | За 3-е место             | 5     |
| до 52 кг    | Ма Иннань    | не участвовала            | PORЖ. Рамуш В 100:000    | BRAЭ. Миранда В 010:000  | ITAО. Джуффрида П 000s1:000s0 | RUSН. Кузютина П 000:100 | 5     |
| до 63 кг    | Ян Цзюнься   | KAZМ. Урдабаева В 100:000 | MGLЦ. Монхзаяа В 100:001 | SLOТ. Трстеняк П 000:101 | Турнир за 3-е место           | Турнир за 3-е место      | 7     |
| до 63 кг    | Ян Цзюнься   | KAZМ. Урдабаева В 100:000 | MGLЦ. Монхзаяа В 100:001 | SLOТ. Трстеняк П 000:101 | ISRЯ. Джерби П 000:010        | завершила выступление    | 7     |
| до 70 кг    | Чжоу Чао     | JPNХ. Татимото П 000:100  | завершила выступление    | завершила выступление    | завершила выступление         | завершила выступление    | 17    |
| до 78 кг    | Чжан Чжэхуэй |                           |                          |                          |                               |                          |       |
| свыше 78 кг | Юй Сун       |                           |                          |                          |                               |                          |       |

### Конный спорт
Троеборье
Троеборье состоит из манежной езды, полевых испытаний и конкура. В выездке оценивается степень контроля всадника над лошадью и способность выполнить обязательные элементы выступления. Также при выступлении оценивается внешний вид лошади и всадника. Жюри выставляет, как положительные оценки за удачно выполненные упражнения, так и штрафные баллы за различного рода ошибки. После окончания выступления по специальной формуле вычисляется количество штрафных очков. Соревнования по кроссу требуют от лошади и её наездника высокой степени физической подготовленности и выносливости. Дистанция для кросса достаточно протяжённая и имеет множество препятствий различного типа. Штрафные очки во время кросса начисляются за сбитые препятствия, за превышение лимита времени и за опасную езду. В конкуре за каждое сбитое препятствие спортсмену начисляются 4 штрафных балла, а за превышение лимита времени 1 штрафное очко (за каждую каждую, сверх нормы времени, начатую секунду).
| Соревнование     | Спортсмены                         | Выездка | Кросс  | Кросс | Конкур | Конкур | Финальный конкур | Финальный конкур | Всего     | Всего |
| Соревнование     | Спортсмены                         | Штраф   | Штраф  | Штраф | Штраф  | Штраф  | Штраф            | Штраф            | Всего     | Всего |
| Соревнование     | Спортсмены                         | Баллы   | Прыжки | Время | Прыжки | Время  | Прыжки           | Время            | Результат | Место |
| ---------------- | ---------------------------------- | ------- | ------ | ----- | ------ | ------ | ---------------- | ---------------- | --------- | ----- |
| личное троеборье | Алекс Хуа Тянь лошадь — Don Geniro | 42,40   | 0,00   | 13,20 | 4      | 0,00   | 4                | 0,00             | 63,60     | 8     |

### Лёгкая атлетика
Мужчины
Беговые дисциплины
| Дисциплина                    | Спортсмен                                   | Предварительный раунд | Предварительный раунд | Предварительный раунд | Четвертьфиналы | Четвертьфиналы | Четвертьфиналы | Полуфиналы                                  | Полуфиналы                                  | Полуфиналы                                  | Финал | Финал |
| Дисциплина                    | Спортсмен                                   | Забег                 | Время                 | Место                 | Забег          | Время          | Место          | Забег                                       | Время                                       | Место                                       | Время | Место |
| ----------------------------- | ------------------------------------------- | --------------------- | --------------------- | --------------------- | -------------- | -------------- | -------------- | ------------------------------------------- | ------------------------------------------- | ------------------------------------------- | ----- | ----- |
| бег на 100 метров             | Су Бинтянь                                  |                       |                       |                       |                |                |                |                                             |                                             |                                             |       |       |
| бег на 100 метров             | Се Чжэнье                                   |                       |                       |                       |                |                |                |                                             |                                             |                                             |       |       |
| бег на 100 метров             | Чжан Пэймэн                                 |                       |                       |                       |                |                |                |                                             |                                             |                                             |       |       |
| бег на 110 метров с барьерами | Се Вэньцзюнь                                |                       |                       |                       | не проводится  | не проводится  | не проводится  |                                             |                                             |                                             |       |       |
| Эстафета                      | Предварительный раунд                       | Предварительный раунд | Предварительный раунд | Предварительный раунд | Полуфинал      | Полуфинал      | Полуфинал      | Финал                                       | Финал                                       | Финал                                       | Финал | Финал |
| Эстафета                      | Состав                                      | Забег                 | Время                 | Место                 | Забег          | Время          | Место          | Состав                                      | Состав                                      | Состав                                      | Время | Место |
| эстафета 4×100 метров         | Тан Синцян Се Чжэнье Су Бинтянь Чжан Пэймэн |                       |                       |                       | не проводится  | не проводится  | не проводится  | Тан Синцян Се Чжэнье Су Бинтянь Чжан Пэймэн | Тан Синцян Се Чжэнье Су Бинтянь Чжан Пэймэн | Тан Синцян Се Чжэнье Су Бинтянь Чжан Пэймэн |       |       |

Шоссейные дисциплины
| Дисциплина              | Спортсмен    | Время   | Место | Отставание |
| ----------------------- | ------------ | ------- | ----- | ---------- |
| марафон                 | Дун Гоцзянь  |         |       |            |
| марафон                 | До Буцзе     |         |       |            |
| марафон                 | Чжу Жэньсюэ  |         |       |            |
| ходьба на 20 километров | Ван Чжэнь    | 1:19:14 | 1     | +0:00      |
| ходьба на 20 километров | Цай Цзэлинь  | 1:19:26 | 2     | +0:12      |
| ходьба на 20 километров | Чэнь Дин     | 1:23:54 | 39    | +4:40      |
| ходьба на 50 километров | Юй Вэй       |         |       |            |
| ходьба на 50 километров | Хань Юйчэн   |         |       |            |
| ходьба на 50 километров | Ван Чжэньдун |         |       |            |

Технические дисциплины
| Дисциплина      | Спортсмен    | Квалификация | Квалификация | Финал     | Финал |
| Дисциплина      | Спортсмен    | Результат    | Место        | Результат | Место |
| --------------- | ------------ | ------------ | ------------ | --------- | ----- |
| прыжок в длину  | Гао Синлун   | NM           |              |           |       |
| прыжок в длину  | Ван Цзянань  | 8,24         | 1            | 8,17      | 5     |
| прыжок в длину  | Хуан Чанчжоу | 7,95         | 9            | 7,86      | 11    |
| тройной прыжок  | Дун Бинь     |              |              |           |       |
| тройной прыжок  | Цао Шо       |              |              |           |       |
| тройной прыжок  | Сюй Сяолун   |              |              |           |       |
| прыжок в высоту | Ван Юй       |              |              |           |       |
| прыжок в высоту | Чжан Говэй   |              |              |           |       |
| прыжок с шестом | Хуан Бокай   |              |              |           |       |
| прыжок с шестом | Сюэ Чанжуй   |              |              |           |       |
| прыжок с шестом | Яо Цзе       |              |              |           |       |

Женщины
Беговые дисциплины
| Дисциплина                         | Спортсмен                                | Предварительный раунд | Предварительный раунд | Предварительный раунд | Четвертьфиналы | Четвертьфиналы | Четвертьфиналы | Полуфиналы    | Полуфиналы    | Полуфиналы    | Финал | Финал |
| Дисциплина                         | Спортсмен                                | Забег                 | Время                 | Место                 | Забег          | Время          | Место          | Забег         | Время         | Место         | Время | Место |
| ---------------------------------- | ---------------------------------------- | --------------------- | --------------------- | --------------------- | -------------- | -------------- | -------------- | ------------- | ------------- | ------------- | ----- | ----- |
| бег на 100 метров                  | Вэй Юнли                                 |                       |                       |                       |                |                |                |               |               |               |       |       |
| бег на 100 метров                  | Юань Цици                                |                       |                       |                       |                |                |                |               |               |               |       |       |
| бег на 800 метров                  | Ван Чуньюй                               |                       |                       |                       | не проводится  | не проводится  | не проводится  |               |               |               |       |       |
| бег на 3000 метров с препятствиями | Чжан Синьянь                             |                       |                       |                       | не проводится  | не проводится  | не проводится  | не проводится | не проводится | не проводится |       |       |
| бег на 100 метров с барьерами      | У Шицзяю                                 |                       |                       |                       | не проводится  | не проводится  | не проводится  |               |               |               |       |       |
| Эстафета                           | Предварительный раунд                    | Предварительный раунд | Предварительный раунд | Предварительный раунд | Полуфинал      | Полуфинал      | Полуфинал      | Финал         | Финал         | Финал         | Финал | Финал |
| Эстафета                           | Состав                                   | Забег                 | Время                 | Место                 | Забег          | Время          | Место          | Состав        | Состав        | Состав        | Время | Место |
| эстафета 4×100 метров              | Юань Цици Вэй Юнли Гэ Маньци Лян Сяоцзин |                       |                       |                       | не проводится  | не проводится  | не проводится  |               |               |               |       |       |

Шоссейные дисциплины
| Дисциплина              | Спортсмен    | Время | Место | Отставание |
| ----------------------- | ------------ | ----- | ----- | ---------- |
| марафон                 | Юэ Чао       |       |       |            |
| марафон                 | Хуа Шаоцин   |       |       |            |
| ходьба на 20 километров | Лю Хун       |       |       |            |
| ходьба на 20 километров | Люй Сючжи    |       |       |            |
| ходьба на 20 километров | Цеян Шэньцзе |       |       |            |

Технические дисциплины
| Дисциплина      | Спортсмен    | Квалификация | Квалификация | Финал     | Финал |
| Дисциплина      | Спортсмен    | Результат    | Место        | Результат | Место |
| --------------- | ------------ | ------------ | ------------ | --------- | ----- |
| тройной прыжок  | Ли Сяохун    |              |              |           |       |
| прыжок с шестом | Ли Лин       |              |              |           |       |
| прыжок с шестом | Жэнь Мэнцянь |              |              |           |       |
| толкание ядра   | Гун Лицзяо   |              |              |           |       |
| толкание ядра   | Бянь Ка      |              |              |           |       |
| толкание ядра   | Гао Ян       |              |              |           |       |
| метание диска   | Су Синьюэ    |              |              |           |       |
| метание диска   | Чэнь Ян      |              |              |           |       |
| метание диска   | Фэн Бинь     |              |              |           |       |
| метание копья   | Люй Хуэйхуэй |              |              |           |       |
| метание копья   | Ли Линвэй    |              |              |           |       |
| метание копья   | Лю Шиин      |              |              |           |       |
| метание молота  | Чжан Вэньсю  |              |              |           |       |
| метание молота  | Лю Тинтин    |              |              |           |       |
| метание молота  | Ван Чжэн     |              |              |           |       |

### Настольный теннис
Соревнования по настольному теннису проходили по системе плей-офф. Каждый матч продолжается до тех пор, пока один из теннисистов не выигрывает 4 партии. Сильнейшие 16 спортсменов начинали соревнования с третьего раунда, следующие 16 по рейтингу стартовали со второго раунда.
Мужчины
| Соревнование     | Спортсмены                 | Квалификация       | Первый раунд       | Второй раунд       | Третий раунд                | Четвертый раунд         | Четвертьфинал          | Полуфинал                 | Финал                   | Место |
| Соревнование     | Спортсмены                 | Соперник Результат | Соперник Результат | Соперник Результат | Соперник Результат          | Соперник Результат      | Соперник Результат     | Соперник Результат        | Соперник Результат      | Место |
| ---------------- | -------------------------- | ------------------ | ------------------ | ------------------ | --------------------------- | ----------------------- | ---------------------- | ------------------------- | ----------------------- | ----- |
| одиночный разряд | Ма Лун (1)                 | не участвовал      | не участвовал      | не участвовал      | DENЙ. Грот В 4:0            | KORЧон Ён Сик (9) В 4:2 | NGRК. Аруна (27) В 4:0 | JPNД. Мидзутани (4) В 4:2 | CHNЧжан Цзикэ (2) В 4:0 | 1     |
| одиночный разряд | Чжан Цзикэ (2)             | не участвовал      | не участвовал      | не участвовал      | TPEЧэнь Цзяньань (25) В 4:0 | ROUА. Кришан В 4:0      | JPNК. Нива (17) В 4:1  | BLRВ. Самсонов (7) В 4:1  | CHNМа Лун (1) П 0:4     | 2     |
| командный разряд | Ма Лун Чжан Цзикэ Сюй Синь | не проводится      | не проводится      | не проводится      | не проводится               | Нигерия · В 3:0         | Великобритания · В 3:0 | Республика Корея · В 3:0  | Япония · В 3:1          | 1     |

Женщины
| Соревнование     | Спортсмены                 | Квалификация       | Первый раунд       | Второй раунд       | Третий раунд            | Четвертый раунд          | Четвертьфинал           | Полуфинал                | Финал                 | Место |
| Соревнование     | Спортсмены                 | Соперник Результат | Соперник Результат | Соперник Результат | Соперник Результат      | Соперник Результат       | Соперник Результат      | Соперник Результат       | Соперник Результат    | Место |
| ---------------- | -------------------------- | ------------------ | ------------------ | ------------------ | ----------------------- | ------------------------ | ----------------------- | ------------------------ | --------------------- | ----- |
| одиночный разряд | Дин Нин (1)                | не участвовала     | не участвовала     | не участвовала     | ROUЭ. Самара (18) В 4:0 | HKGДу Хойкем (13) В 4:0  | GERХань Ин (5) В 4:0    | PRKКим Сон И (27) В 4:1  | CHNЛи Сяося (3) В 4:3 | 1     |
| одиночный разряд | Ли Сяося (3)               | не участвовала     | не участвовала     | не участвовала     | SWEЛи Фэнь (25) В 4:0   | HKGЛи Хо Чхин (15) В 4:0 | TPEЧжэн Ицзин (7) В 4:0 | JPNАи Фукухара (6) В 4:0 | CHNДин Нин (1) П 3:4  | 2     |
| командный разряд | Дин Нин Ли Сяося Лю Шивэнь | не проводится      | не проводится      | не проводится      | не проводится           | Бразилия · В 3:0         | КНДР · В 3:0            | Сингапур · В 3:0         | Германия · В 3:0      | 1     |

### Парусный спорт
Соревнования по парусному спорту в каждом из классов состояли из 10 или 12 гонок. Каждую гонку спортсмены начинали с общего старта. Победителем становился экипаж, первым пересекший финишную черту. Количество очков, идущих в общий зачёт, соответствовало занятому командой месту. 10 лучших экипажей по результатам 10 заплывов попадали в медальную гонку, результаты которой также шли в общий зачёт. В медальной гонке, очки, полученные экипажем удваивались. В случае если участник соревнований не смог завершить гонку ему начислялось количество очков, равное количеству участников плюс один. При итоговом подсчёте очков не учитывался худший результат, показанный экипажем в одной из гонок. Сборная, набравшая наименьшее количество очков, становится олимпийским чемпионом.
Мужчины
| Класс | Спортсмены            | Гонка | Гонка  | Гонка | Гонка | Гонка | Гонка | Гонка | Гонка | Гонка | Гонка | Гонка         | Гонка         | Гонка         | Очки | Место |
| Класс | Спортсмены            | 1     | 2      | 3     | 4     | 5     | 6     | 7     | 8     | 9     | 10    | 11            | 12            | M             | Очки | Место |
| ----- | --------------------- | ----- | ------ | ----- | ----- | ----- | ----- | ----- | ----- | ----- | ----- | ------------- | ------------- | ------------- | ---- | ----- |
| RS:X  | Ван Айчэнь            |       |        |       |       |       |       |       |       |       |       | не проводится | не проводится |               |      |       |
| 470   | Ван Вэй Сюй Цзанцзюнь |       |        |       |       |       |       |       |       |       |       | не проводится | не проводится |               |      |       |
| Финн  | Гун Лэй               | 22    | 24 DNF | 20    | 16    | 21    | 20    | 19    | 22    | 21    | 17    | не проводится | не проводится | не участвовал | 178  | 22    |

Женщины
| Класс        | Спортсмены           | Гонка | Гонка | Гонка | Гонка | Гонка | Гонка | Гонка | Гонка | Гонка | Гонка | Гонка         | Гонка         | Гонка | Очки | Место |
| Класс        | Спортсмены           | 1     | 2     | 3     | 4     | 5     | 6     | 7     | 8     | 9     | 10    | 11            | 12            | M     | Очки | Место |
| ------------ | -------------------- | ----- | ----- | ----- | ----- | ----- | ----- | ----- | ----- | ----- | ----- | ------------- | ------------- | ----- | ---- | ----- |
| RS:X         | Чэнь Пэйна           |       |       |       |       |       |       |       |       |       |       | не проводится | не проводится |       |      |       |
| 470          | Хуан Личжу Ван Сяоли |       |       |       |       |       |       |       |       |       |       | не проводится | не проводится |       |      |       |
| Лазер Радиал | Сюй Лицзя            |       |       |       |       |       |       |       |       |       |       | не проводится | не проводится |       |      |       |

### Современное пятиборье
Современное пятиборье включает в себя: стрельбу, плавание, фехтование, верховую езду и бег. Как и на предыдущих Играх бег и стрельба были объединены в один вид — комбайн. В комбайне спортсмены стартовали с гандикапом, набранным за предыдущие три дисциплины (4 очка = 1 секунда). Олимпийским чемпионом становится спортсмен, который пересекает финишную линию первым.
Мужчины
| Соревнование      | Спортсмены  | Фехтование | Фехтование | Фехтование | Плавание | Плавание | Плавание | Верховая езда | Верховая езда | Верховая езда | Комбайн | Комбайн | Комбайн | Всего     | Всего |
| Соревнование      | Спортсмены  | Побед      | Очки       | Место      | Время    | Очки     | Место    | Штраф         | Очки          | Место         | Время   | Очки    | Место   | Результат | Место |
| ----------------- | ----------- | ---------- | ---------- | ---------- | -------- | -------- | -------- | ------------- | ------------- | ------------- | ------- | ------- | ------- | --------- | ----- |
| личное первенство | Го Цзяньли  |            |            |            |          |          |          |               |               |               |         |         |         |           |       |
| личное первенство | Цао Чжунжун |            |            |            |          |          |          |               |               |               |         |         |         |           |       |

Женщины
| Соревнование      | Спортсмены   | Фехтование | Фехтование | Фехтование | Плавание | Плавание | Плавание | Верховая езда | Верховая езда | Верховая езда | Комбайн | Комбайн | Комбайн | Всего     | Всего |
| Соревнование      | Спортсмены   | Побед      | Очки       | Место      | Время    | Очки     | Место    | Штраф         | Очки          | Место         | Время   | Очки    | Место   | Результат | Место |
| ----------------- | ------------ | ---------- | ---------- | ---------- | -------- | -------- | -------- | ------------- | ------------- | ------------- | ------- | ------- | ------- | --------- | ----- |
| личное первенство | Чжан Сяонань |            |            |            |          |          |          |               |               |               |         |         |         |           |       |
| личное первенство | Чэнь Цянь    |            |            |            |          |          |          |               |               |               |         |         |         |           |       |

### Стрельба
В январе 2013 года Международная федерация спортивной стрельбы приняла новые правила проведения соревнований на 2013—2016 года, которые, в частности, изменили порядок проведения финалов. Во многих дисциплинах спортсмены, прошедшие в финал, теперь начинают решающий раунд без очков, набранных в квалификации, а финал проходит по системе с выбыванием. Также в финалах после каждого раунда стрельбы из дальнейшей борьбы выбывает спортсмен с наименьшим количеством баллов. В скоростном пистолете решающие поединки проходят по системе попал-промах. В стендовой стрельбе добавился полуфинальный раунд, где определяются по два участника финального матча и поединка за третье место.
Мужчины
| Соревнование                          | Спортсмены  | Квалификация | Квалификация | Полуфинал            | Полуфинал            | Финал                | Финал                |
| Соревнование                          | Спортсмены  | Результат    | Место        | Результат            | Место                | Соперник/ Результат  | Место                |
| ------------------------------------- | ----------- | ------------ | ------------ | -------------------- | -------------------- | -------------------- | -------------------- |
| пневматическая винтовка, 10 метров    | Цао Ифэй    | 625,5        | 9            | не проводится        | не проводится        | завершил выступление | завершил выступление |
| пневматическая винтовка, 10 метров    | Ян Хаожань  | 620,5        | 31           | не проводится        | не проводится        | завершил выступление | завершил выступление |
| винтовка лёжа, 50 метров              | Цао Ифэй    |              |              | не проводится        | не проводится        |                      |                      |
| винтовка лёжа, 50 метров              | Чжао Шэнбо  |              |              | не проводится        | не проводится        |                      |                      |
| винтовка из трёх положений, 50 метров | Хуэй Цзычэн |              |              | не проводится        | не проводится        |                      |                      |
| винтовка из трёх положений, 50 метров | Чжу Цинань  |              |              | не проводится        | не проводится        |                      |                      |
| пневматический пистолет, 10 метров    | Пан Вэй     | 590          | 1 Q          | не проводится        | не проводится        | 180,4                | 3                    |
| пневматический пистолет, 10 метров    | Пу Цифэн    | 577          | 16           | не проводится        | не проводится        | завершил выступление | завершил выступление |
| скорострельный пистолет, 25 метров    | Ли Юэхун    |              |              | не проводится        | не проводится        |                      |                      |
| скорострельный пистолет, 25 метров    | Чжан Фушэн  |              |              | не проводится        | не проводится        |                      |                      |
| пистолет, 50 метров                   | Ван Чживэй  | 556          | 8 Q          | не проводится        | не проводится        | 129,4                | 5                    |
| пистолет, 50 метров                   | Пан Вэй     | 565          | 2 Q          | не проводится        | не проводится        | 67,2                 | 8                    |
| дубль-трап                            | Ху Биньюань | 1357         | 8            | завершил выступление | завершил выступление | завершил выступление | завершил выступление |
| дубль-трап                            | Пань Цян    | 133          | 12           | завершил выступление | завершил выступление | завершил выступление | завершил выступление |

Женщины
| Соревнование                          | Спортсмены      | Квалификация | Квалификация | Полуфинал             | Полуфинал             | Финал                       | Финал                 |
| Соревнование                          | Спортсмены      | Результат    | Место        | Результат             | Место                 | Соперник/ Результат         | Место                 |
| ------------------------------------- | --------------- | ------------ | ------------ | --------------------- | --------------------- | --------------------------- | --------------------- |
| пневматическая винтовка, 10 метров    | Ду Ли           | 420,7        | 1 Q          | не проводится         | не проводится         | 207,0                       | 2                     |
| пневматическая винтовка, 10 метров    | И Сылин         | 415,9        | 8 Q          | не проводится         | не проводится         | 185,4                       | 3                     |
| винтовка из трёх положений, 50 метров | Ду Ли           |              |              | не проводится         | не проводится         |                             |                       |
| винтовка из трёх положений, 50 метров | Чжан Биньбинь   |              |              | не проводится         | не проводится         |                             |                       |
| пневматический пистолет, 10 метров    | Чжан Мэнсюэ     | 384          | 7 Q          | не проводится         | не проводится         | 199,4                       | 1                     |
| пневматический пистолет, 10 метров    | Го Вэньцзюнь    | 378          | 30           | не проводится         | не проводится         | завершила выступление       | завершила выступление |
| пистолет, 25 метров                   | Чжан Цзиньцзинь | 592          | 1 Q          | 17                    | 3 QB                  | За 3-е место                | 4                     |
| пистолет, 25 метров                   | Чжан Цзиньцзинь | 592          | 1 Q          | 17                    | 3 QB                  | SUIХ. Дитхельм Гербер П 4:8 | 4                     |
| пистолет, 25 метров                   | Чэнь Ин         | 570          | 30           | завершила выступление | завершила выступление | завершила выступление       | завершила выступление |
| трап                                  | Чэнь Фан        | 64           | 15           | завершила выступление | завершила выступление | завершила выступление       | завершила выступление |
| скит                                  | Вэй Мэн         |              |              |                       |                       |                             |                       |
| скит                                  | Вэй Нин         |              |              |                       |                       |                             |                       |

### Стрельба из лука
В квалификации соревнований лучники выполняют 12 серий выстрелов по 6 стрел с расстояния 70-ти метров. По итогам предварительного раунда составляется сетка плей-офф, где в 1/32 финала 1-й номер посева встречается с 64-м, 2-й с 63-м и.т.д. В поединках на выбывание спортсмены выполняют по три выстрела. Участник, набравший за эту серию больше очков получает 2 очка. Если же оба лучника набрали одинаковое количество баллов, то они получают по одному очку. Победителем пары становится лучник, первым набравший 6 очков.
Мужчины
| Соревнование              | Спортсмены                 | Квалификация | Квалификация | 1/32 финала                | 1/16 финала          | 1/8 финала            | Четвертьфинал        | Полуфинал            | Финал                 | Место |
| Соревнование              | Спортсмены                 | Результат    | Место        | Соперник Результат         | Соперник Результат   | Соперник Результат    | Соперник Результат   | Соперник Результат   | Соперник Результат    | Место |
| ------------------------- | -------------------------- | ------------ | ------------ | -------------------------- | -------------------- | --------------------- | -------------------- | -------------------- | --------------------- | ----- |
| индивидуальное первенство | Гу Сюэсун                  | 670          | 17           | KAZС. Дузелбаев (48) П 4:6 | завершил выступление | завершил выступление  | завершил выступление | завершил выступление | завершил выступление  | 33    |
| индивидуальное первенство | Ван Дапэн                  | 667          | 19           | VENЭ. Малаве (46) П 2:6    | завершил выступление | завершил выступление  | завершил выступление | завершил выступление | завершил выступление  | 33    |
| индивидуальное первенство | Син Юй                     | 660          | 32           | INAР. Эга Агата (33) П 1:7 | завершил выступление | завершил выступление  | завершил выступление | завершил выступление | завершил выступление  | 33    |
| командное первенство      | Гу Сюэсун Ван Дапэн Син Юй | 1997         | 6            | не проводится              | не проводится        | Бразилия (11) · В 6:2 | Италия (3) · В 6:0   | США (2) · П 0:6      | За 3-е место          | 4     |
| командное первенство      | Гу Сюэсун Ван Дапэн Син Юй | 1997         | 6            | не проводится              | не проводится        | Бразилия (11) · В 6:2 | Италия (3) · В 6:0   | США (2) · П 0:6      | Австралия (4) · П 2:6 | 4     |

Женщины
| Соревнование              | Спортсмены                  | Квалификация | Квалификация | 1/32 финала            | 1/16 финала                  | 1/8 финала         | Четвертьфинал      | Полуфинал          | Финал              | Место |
| Соревнование              | Спортсмены                  | Результат    | Место        | Соперник Результат     | Соперник Результат           | Соперник Результат | Соперник Результат | Соперник Результат | Соперник Результат | Место |
| ------------------------- | --------------------------- | ------------ | ------------ | ---------------------- | ---------------------------- | ------------------ | ------------------ | ------------------ | ------------------ | ----- |
| индивидуальное первенство | Цао Хуэй                    | 631          | 28           | AZEО. Сенюк (37) В 7:1 | RUSТ. Дашидоржиева (5) В 6:4 |                    |                    |                    |                    |       |
| индивидуальное первенство | Ци Юйхун                    | 649          | 11           | BRAМ. Гобби (54) В 7:1 | SVKА. Лонгова (22) В 6:0     | CHNУ Цзясинь (6) : |                    |                    |                    |       |
| индивидуальное первенство | У Цзясинь                   | 653          | 6            | JPNЮ. Хаяси (59) В 7:1 | MDAА. Мырка (27) В 6:0       | CHNЦи Юйхун (11) : |                    |                    |                    |       |
| командное первенство      | Цао Хуэй Ци Юйхун У Цзясинь |              |              | не проводится          | не проводится                |                    |                    |                    |                    |       |

### Теннис
Соревнования пройдут на кортах олимпийского теннисного центра. Теннисные матчи будут проходить на кортах с твёрдым покрытием DecoTurf, на которых также проходит и Открытый чемпионат США.
Женщины
| Соревнование     | Спортсмены            | 1/32 финала                           | 1/16 финала                               | 1/8 финала                                     | Четвертьфинал         | Полуфинал             | Финал                 | Место                 |
| Соревнование     | Спортсмены            | Соперник Результат                    | Соперник Результат                        | Соперник Результат                             | Соперник Результат    | Соперник Результат    | Соперник Результат    | Место                 |
| ---------------- | --------------------- | ------------------------------------- | ----------------------------------------- | ---------------------------------------------- | --------------------- | --------------------- | --------------------- | --------------------- |
| одиночный разряд | Чжан Шуай             | SUIТ. Бачински (14) В 64:7, 6:4, 7:67 | GERЛ. Зигемунд П 2:6 , 4:6                | завершила выступление                          | завершила выступление | завершила выступление | завершила выступление | завершила выступление |
| одиночный разряд | Чжэн Сайсай           | POLА. Радваньская (4) В 6:4, 7:5      | RUSД. Касаткина П 1:6 , 4:6               | завершила выступление                          | завершила выступление | завершила выступление | завершила выступление | завершила выступление |
| одиночный разряд | Ван Цян               | RUSС. Кузнецова (8) П 1:6, 6:4, 0:6   | завершила выступление                     | завершила выступление                          | завершила выступление | завершила выступление | завершила выступление | завершила выступление |
| одиночный разряд | Пэн Шуай              | GBRХ. Уотсон П 4:6, 7:65, 3:6         | завершила выступление                     | завершила выступление                          | завершила выступление | завершила выступление | завершила выступление | завершила выступление |
| парный разряд    | Чжэн Сайсай Сюй Ифань | не проводится                         | UKRЛ. Киченок / Н. Киченок В 6:0, 6:3     | ITAС. Эррани / Р. Винчи (8) П 2:6, 3:6         | завершили выступление | завершили выступление | завершили выступление | завершили выступление |
| парный разряд    | Чжан Шуай Пэн Шуай    | не проводится                         | INDС. Мирза / П. Томбаре В 7:66, 5:7, 7:5 | CZEА. Главачкова / Л. Градецкая (6) П 4:6, 4:6 | завершили выступление | завершили выступление | завершили выступление | завершили выступление |

### Триатлон
Соревнования по триатлону пройдут на территории форта Копакабана. Дистанция состоит из 3-х этапов — плавание (1,5 км), велоспорт (43 км), бег (10 км).
Мужчины
| Соревнование              | Спортсмены  | Плавание | Смена | Велоспорт | Смена | Бег | Итоговое время | Место | Отставание |
| ------------------------- | ----------- | -------- | ----- | --------- | ----- | --- | -------------- | ----- | ---------- |
| индивидуальное первенство | Бай Фацюань |          |       |           |       |     |                |       |            |

Женщины
| Соревнование              | Спортсмены   | Плавание | Смена | Велоспорт | Смена | Бег | Итоговое время | Место | Отставание |
| ------------------------- | ------------ | -------- | ----- | --------- | ----- | --- | -------------- | ----- | ---------- |
| индивидуальное первенство | Ван Ляньюань |          |       |           |       |     |                |       |            |

### Тхэквондо
Соревнования по тхэквондо проходят по системе с выбыванием. Для победы в турнире спортсмену необходимо одержать 4 победы. Тхэквондисты, проигравшие по ходу соревнований будущим финалистам, принимают участие в утешительном турнире за две бронзовые медали.
Мужчины
| Категория   | Спортсмены    | Первый раунд            | Четвертьфинал            | Полуфинал               | Финал                    | Место |
| Категория   | Спортсмены    | Соперник Результат      | Соперник Результат       | Соперник Результат      | Соперник Результат       | Место |
| ----------- | ------------- | ----------------------- | ------------------------ | ----------------------- | ------------------------ | ----- |
| до 58 кг    | Чжао Шуай (8) | ESPХ. Тортоса (9) В 7:3 | MARО. Хаджами (16) В 8:1 | MEXК. Наварро (5) В 9:4 | THAТ. Ханпрап (15) В 6:4 | 1     |
| свыше 80 кг | Цяо Сэнь      |                         |                          |                         |                          |       |

Женщины
| Категория   | Спортсмены | Первый раунд       | Четвертьфинал      | Полуфинал          | Финал              | Место |
| Категория   | Спортсмены | Соперник Результат | Соперник Результат | Соперник Результат | Соперник Результат | Место |
| ----------- | ---------- | ------------------ | ------------------ | ------------------ | ------------------ | ----- |
| до 49 кг    | У Цзинъюй  |                    |                    |                    |                    |       |
| свыше 67 кг | Чжэн Шуинь |                    |                    |                    |                    |       |

### Тяжёлая атлетика
Каждый НОК самостоятельно выбирает категорию в которой выступит её тяжелоатлет. В рамках соревнований проводятся два упражнения — рывок и толчок. В каждом из упражнений спортсмену даётся 3 попытки. Победитель определяется по сумме двух упражнений. При равенстве результатов победа присуждается спортсмену, с меньшим собственным весом.
Мужчины
| Категория | Спортсмены   | Вес   | Рывок | Рывок | Рывок | Толчок | Толчок | Толчок | Всего | Место |
| Категория | Спортсмены   | Вес   | 1     | 2     | 3     | 1      | 2      | 3      | Всего | Место |
| --------- | ------------ | ----- | ----- | ----- | ----- | ------ | ------ | ------ | ----- | ----- |
| до 56 кг  | Лун Цинцюань | 55,68 | 132   | 135   | 137   | 161    | 166    | 170    | 307   | 1     |
| до 62 кг  | Чэнь Лицзюнь | 61,97 | 143   | 143   | —     | —      | —      | —      | DNF   | —     |
| до 69 кг  | Ши Чжиюн     | 68,72 | 156   | 160   | 162   | 188    | 190    | 198    | 352   | 1     |
| до 77 кг  | Люй Сяоцзюнь |       |       |       |       |        |        |        |       |       |
| до 85 кг  | Тянь Тао     |       |       |       |       |        |        |        |       |       |
| до 105 кг | Ян Чжэ       |       |       |       |       |        |        |        |       |       |

Женщины
В категории до 63 кг Китай представляла трёхкратная чемпионка мира Дэн Вэй. Уже после трёх попыток в рывке китаянка обеспечила себе солидный отрыв в 4 кг от ближайшей преследовательницы. Поскольку на момент начала олимпийского турнира Дэн Вэй являлась действующей рекордсменкой мира в толчке, то главной её задачей было взять начальный вес, который составлял 138 кг. Успешно выполнив свою попытку китаянка досрочно стала олимпийской чемпионкой, поскольку единственная оставшаяся соперница кореянка Чхве Хё Сим на свою последнюю попытку заявила 143 кг, что при удачном исполнении гарантировало ей лишь серебряную медаль. Во второй попытке Дэн Вэй решила пойти на мировой рекорд, заказав 147 кг. Подняв этот вес китайская тяжелоатлетка одновременно обновила установила и мировой рекорд по сумме упражнений, подняв в общей сложности 262 кг (115+147).
| Категория | Спортсмены | Вес   | Рывок | Рывок | Рывок | Толчок | Толчок | Толчок | Всего | Место |
| Категория | Спортсмены | Вес   | 1     | 2     | 3     | 1      | 2      | 3      | Всего | Место |
| --------- | ---------- | ----- | ----- | ----- | ----- | ------ | ------ | ------ | ----- | ----- |
| до 53 кг  | Ли Яцзюнь  | 52,50 | 98    | 101   | 104   | 123    | 126    | 126    | —     | DNF   |
| до 63 кг  | Дэн Вэй    | 62,34 | 108   | 112   | 115   | 138    | 147    | -      | 262   | 1     |
| до 69 кг  | Сян Яньмэй | 68,78 | 113   | 116   | 118   | 142    | 145    | 147    | 261   | 1     |

### Фехтование
В индивидуальных соревнованиях спортсмены сражаются три раунда по три минуты, либо до того момента, как один из спортсменов нанесёт 15 уколов. В командных соревнованиях поединок идёт 9 раундов по 3 минуты каждый, либо до 45 уколов. Если по окончании времени в поединке зафиксирован ничейный результат, то назначается дополнительная минута до «золотого» укола.
Мужчины
| Соревнование          | Спортсмены                      | 1/32 финала                  | 1/16 финала                | 1/8 финала                  | Четвертьфинал           | Полуфинал            | Финал                | Место |
| Соревнование          | Спортсмены                      | Соперник Результат           | Соперник Результат         | Соперник Результат          | Соперник Результат      | Соперник Результат   | Соперник Результат   | Место |
| --------------------- | ------------------------------- | ---------------------------- | -------------------------- | --------------------------- | ----------------------- | -------------------- | -------------------- | ----- |
| индивидуальная шпага  | Цзяо Яньлун (30)                | BRAГ. Меларагно (35) В 15:13 | UKRБ. Никишин (3) П 11:15  | завершил выступление        | завершил выступление    | завершил выступление | завершил выступление | 30    |
| индивидуальная рапира | Чэнь Хайвэй (13)                | не участвовал                | GBRЛ. Холстед (20) В 15:9  | CHNМа Цзяньфэй (4) В 15:12  | RUSТ. Сафин (12) П 7:15 | завершил выступление | завершил выступление | 7     |
| индивидуальная рапира | Ма Цзяньфэй (4)                 | не участвовал                | BRAГ. Перье (29) В 15:14   | CHNЧэнь Хайвэй (13) П 12:15 | завершил выступление    | завершил выступление | завершил выступление | 9     |
| индивидуальная рапира | Лэй Шэн (19)                    | не участвовал                | FRAЭ. Ле Пешу (14) П 9:15  | завершил выступление        | завершил выступление    | завершил выступление | завершил выступление | 21    |
| командная рапира      | Ма Цзяньфэй Чэнь Хайвэй Лэй Шэн | не проводится                | не проводится              | не проводится               |                         |                      |                      |       |
| индивидуальная сабля  | Сунь Вэй (28)                   | не проводится                | ROUТ. Долничану (5) П 7:15 | завершил выступление        | завершил выступление    | завершил выступление | завершил выступление | 29    |

Женщины
| Соревнование          | Спортсмены                      | 1/32 финала        | 1/16 финала                     | 1/8 финала               | Четвертьфинал                  | Полуфинал                  | Финал                    | Место |
| Соревнование          | Спортсмены                      | Соперник Результат | Соперник Результат              | Соперник Результат       | Соперник Результат             | Соперник Результат         | Соперник Результат       | Место |
| --------------------- | ------------------------------- | ------------------ | ------------------------------- | ------------------------ | ------------------------------ | -------------------------- | ------------------------ | ----- |
| индивидуальная шпага  | Сунь Ивэнь (8)                  | не участвовала     | CIVГ.Г. Сакоа (25) В 15:11      | ESTИ. Эмбрих (8) В 15:12 | TUNС. Бесбес (1) В 14:11       | ITAР. Фьяминго (4) П 11:12 | За 3-е место             | 3     |
| индивидуальная шпага  | Сунь Ивэнь (8)                  | не участвовала     | CIVГ.Г. Сакоа (25) В 15:11      | ESTИ. Эмбрих (8) В 15:12 | TUNС. Бесбес (1) В 14:11       | ITAР. Фьяминго (4) П 11:12 | FRAЛ. Рамби (26) В 15:13 | 3     |
| индивидуальная шпага  | Сюй Аньци (2)                   | не участвовала     | FRAМ.-Ф. Кандассами (31) П 8:15 | завершила выступление    | завершила выступление          | завершила выступление      | завершила выступление    | 17    |
| индивидуальная шпага  | Сунь Юйцзе (11)                 | не участвовала     | KORКан Ён Ми (22) П 10:15       | завершила выступление    | завершила выступление          | завершила выступление      | завершила выступление    | 21    |
| командная шпага       | Сунь Ивэнь Сунь Юйцзе Сюй Аньци | не проводится      | не проводится                   |                          |                                |                            |                          |       |
| индивидуальная рапира | Лю Юнши (20)                    | не участвовала     | HUNЭ. Кнапек (13) В 15:9        | USAЛ. Кифер (4) В 15:9   | ITAЭ. Ди Франчиска (5) П 10:15 | завершила выступление      | завершила выступление    | 8     |
| индивидуальная рапира | Лэ Хуэйлинь (11)                | не участвовала     | MARЮ. Закарани (22) В 15:4      | FRAИ. Тибюс (6) П 13:15  | завершила выступление          | завершила выступление      | завершила выступление    | 12    |
| индивидуальная сабля  | Шэнь Чэнь (5)                   | не участвовала     | POLМ. Козачук (28) П 9:15       | завершила выступление    | завершила выступление          | завершила выступление      | завершила выступление    | 17    |

### Футбол

#### Женщины
Женская сборная Китая квалифицировалась на Игры, заняв второе место по итогам олимпийского квалификационного турнира АФК.
Состав
Результат
Групповой этап (Группа E)
| М | Команда  | И | В | Н | П | Мячи  | ±  | О |
| - | -------- | - | - | - | - | ----- | -- | - |
| 1 | Бразилия | 3 | 2 | 1 | 0 | 8 − 1 | +7 | 7 |
| 2 | Китай    | 3 | 1 | 1 | 1 | 2 − 3 | −1 | 4 |
| 3 | Швеция   | 3 | 1 | 1 | 1 | 2 − 5 | −3 | 4 |
| 4 | ЮАР      | 3 | 0 | 1 | 2 | 0 − 3 | −3 | 1 |

| 3 августа 2016 16:00 UTC-3                | \| Бразилия \| 3:0 (1:0) Отчёт \| Китай \| \| Моника 36′ · Андресса 59′ · Кристиана 90′ \| Голы \| \| | Стадион: Олимпийский стадион, Рио-де-Жанейро Зрителей: 27 618 Судья: Кароль Шенар |
| Бразилия                                  | 3:0 (1:0) Отчёт                                                                                       | Китай                                                                             |
| Моника 36′ · Андресса 59′ · Кристиана 90′ | Голы                                                                                                  |                                                                                   |

| 6 августа 2016 19:00 UTC-3 | \| ЮАР \| 0:2 (0:1) Отчёт \| Китай \| \| \| Голы \| Гу Яша 46′ · Тань Жуинь 87′ \| | Стадион: Олимпийский стадион, Рио-де-Жанейро Зрителей: 25 000 Судья: Эстер Штаубли |
| ЮАР                        | 0:2 (0:1) Отчёт                                                                    | Китай                                                                              |
|                            | Голы                                                                               | Гу Яша 46′ · Тань Жуинь 87′                                                        |

| 9 августа 2016 22:00 UTC-3 | \| Китай \| 0:0 (0:0) Отчёт \| Швеция \| | Стадион: Национальный стадион, Бразилиа Зрителей: 7648 Судья: Ольга Миранда |
| Китай                      | 0:0 (0:0) Отчёт                          | Швеция                                                                      |

### Хоккей на траве

#### Женщины
Женская сборная Китая квалифицировалась на Игры по итогам полуфинала Мировой лиги 2014/15.
Состав
Результат
Групповой этап (Группа A)
| Место | Команда          | И | В | Н | П | ГЗ | ГП | +/- | Очки |
| ----- | ---------------- | - | - | - | - | -- | -- | --- | ---- |
| 1     | Нидерланды       | 5 | 4 | 1 | 0 | 13 | 1  | +12 | 13   |
| 2     | Новая Зеландия   | 5 | 3 | 1 | 1 | 11 | 5  | +6  | 10   |
| 3     | Германия         | 5 | 2 | 1 | 2 | 6  | 6  | 0   | 7    |
| 4     | Испания          | 5 | 2 | 0 | 3 | 6  | 12 | -6  | 6    |
| 5     | Китай            | 5 | 1 | 2 | 2 | 3  | 5  | -2  | 5    |
| 6     | Республика Корея | 5 | 0 | 1 | 4 | 3  | 13 | -10 | 1    |

| 7 августа 2016 13:30 UTC-3 | \| Китай \| 1:1 (0:1, 1:0, 0:0, 0:0) Протокол \| Германия \| \| Пэн Ян 28' \| Голы \| Лиза Альтенбург 4' \| | Олимпийский хоккейный центр, Рио-де-Жанейро Судьи: Мелисса Тривик, Сара Уилсон |
| Китай                      | 1:1 (0:1, 1:0, 0:0, 0:0) Протокол                                                                           | Германия                                                                       |
| Пэн Ян 28'                 | Голы | Лиза Альтенбург 4'                                                             |

| 8 августа 2016 19:30 UTC-3 | \| Испания \| 0:2 (0:0, 0:1, 0:0, 0:0) Протокол \| Китай \| \| \| Голы \| Чжао Юйдяо 8' · Пэн Ян 25' \| | Олимпийский хоккейный центр, Рио-де-Жанейро Судьи: Эмбер Чёрч Мишель Майстер |
| Испания                    | 0:2 (0:0, 0:1, 0:0, 0:0) Протокол                                                                       | Китай                                                                        |
|                            | Голы | Чжао Юйдяо 8' · Пэн Ян 25'                                                   |

| 10 августа 2016 18:00 UTC-3 | \| Китай \| 0:1 (0:0, 0:0, 0:0, 0:1) Протокол \| Нидерланды \| \| \| Голы \| Китти ван Мале 59' \| | Олимпийский хоккейный центр, Рио-де-Жанейро Судьи: Келли Хадсон Каролина де ла Фуэнте |
| Китай                       | 0:1 (0:0, 0:0, 0:0, 0:1) Протокол                                                                  | Нидерланды                                                                            |
|                             | Голы                                                                                               | Китти ван Мале 59'                                                                    |

| 12 августа 2016 10:00 UTC-3 | \| Республика Корея \| \| Китай \| | Олимпийский хоккейный центр, Рио-де-Жанейро |
| Республика Корея            |                                    | Китай                                       |

| 13 августа 2016 20:30 UTC-3 | \| Китай \| \| Новая Зеландия \| | Олимпийский хоккейный центр, Рио-де-Жанейро |
| Китай                       |                                  | Новая Зеландия                              |

## Допинг
- 10 декабря 2016 года было объявлено, что китайская пловчиха Чэнь Синьи дисквалифицирована на 2 года за нарушение антидопинговых правил[9]. Результаты, показанные ею на дистанции 100 метров баттерфляем были аннулированы.